# اسب

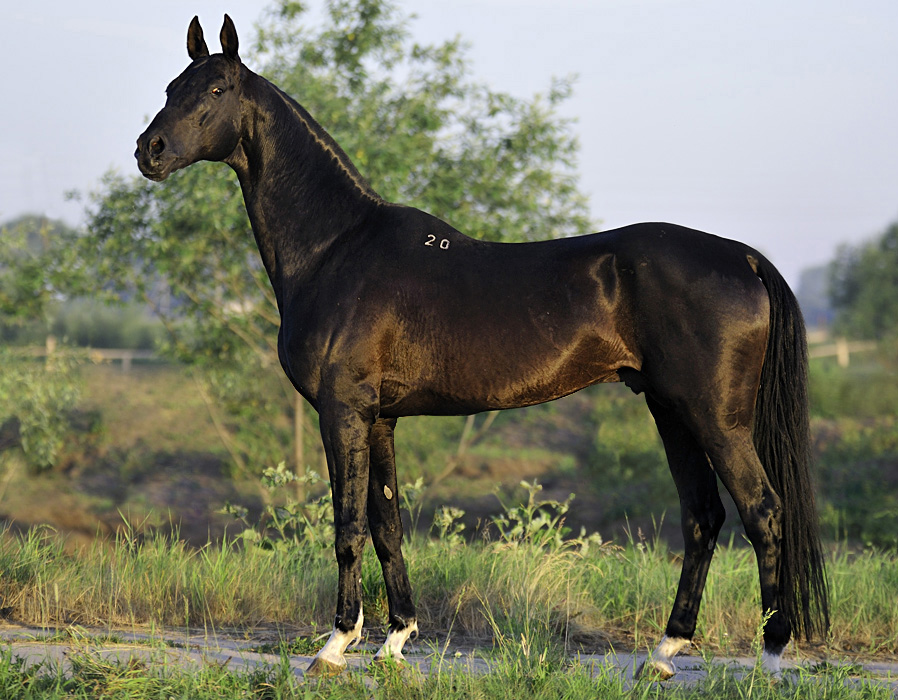
اسب آخال تکه. برخی آن را از ریشه اسب ترکمن می‌دانند

اَسب، اسپ یا باره (نام علمی: Equus ferus caballus), یکی از دو زیرگونه‌های اسب وحشی (Equus ferus) است. این جانور پستاندار و تک‌سُم است و به تیره اسبان تعلق دارد. فرگشت اسب از ۴۵ تا ۵۵ میلیون سال پیش به این سو آغاز شده است، گذشتهٔ اسب‌های بزرگ و تک‌سم امروزی به جانورانی کوچک‌جثه و چندسم بازمی‌گردد. نزدیک به ۴۰۰۰ سال پیش از میلاد انسان تلاش کرد تا اسب را اهلی کند. گمان بر این است که تا سال ۳۰۰۰ پیش از میلاد اسب‌های اهلی در جاهای گوناگونی از زمین حضور داشتند. اسب‌های زیرگونهٔ caballus اهلی شده‌اند، اگرچه بسیاری از آن‌ها در طبیعت آزاد زندگی می‌کنند. البته اسب‌هایی وجود دارند که هرگز اهلی نشده‌اند؛ برای نمونه اسب شوالسکی تنها زیرگونه‌ای است که به راستی تاکنون وحشی باقی مانده است. در فارسی به اسب ماده، «مادیان» و به اسب نر، «نریان» می‌گویند. فرزند آنها کُرّه اسب خوانده می‌شود.
اندام‌های اسب به گونه‌ای است که به آن اجازه می‌دهد بی‌درنگ سرعت خود را در برابر درندگان بالا برد. اسب توان بالایی در نگه داشتن تعادلش در هنگام دویدن دارد، همچنین می‌تواند بی‌درنگ خود را آمادهٔ نبرد یا فرار از دشمن کند. اسب‌ها می‌توانند به صورت ایستاده یا نشسته بخوابند. دوران بارداری اسب ماده (مادیان) نزدیک به یازده ماه است. نوزاد اسب که کُرّه نام دارد اندکی پس از آنکه به دنیا آمد می‌تواند روی پاهایش بایستد و بدود. بیشتر اسب‌های اَهلی در میانهٔ دو تا چهار سالگی زیر زین یا مهار (برای درشکه) تمرین می‌بینند. اسب در پنج سالگی کاملاً بالغ می‌شود و می‌تواند میان ۲۵ تا ۳۰ سال نیز عمر کند.
نژاد اسب بسته به خوی جانور، دارای سه دستهٔ مهم است: اسب‌های سرزنده یا «پُرحرارت» که می‌توانند در سرعت‌های بالا داشته باشند، اسب «خونسرد» مانند اسب‌های بارکشی و اسبچه که برای کار سنگین و سرعت کم مناسبند، و «اسب‌های خون‌گرم» که از ترکیب دو نژاد دیگر به دست آمده‌اند که برای سواری‌های با هدف ویژه آموزش می‌بیند و در اروپا معمول هستند. امروز بیش از ۳۰۰ نژاد پرورشی اسب در جهان وجود دارد که هرکدام برای هدف ویژه‌ای پرورش می‌یابند.
انسان و اسب در موردهای گوناگونی به صورت رقابتی یا نارقابتی با هم اندرکنش دارند؛ مانند کار به صورت اسب پلیس، کشاورزی، کارهای تفریحی و درمانی. از دیرباز اسب‌ها در میدان‌های جنگ کاربرد داشته‌اند و به همین دلیل فن‌ها و ابزارهای سوارکاری و کنترل اسب بسیار گسترده‌اند. فرآورده‌های بسیاری از اسب به دست می‌آید که از آن جمله می‌توان به: گوشت، شیر، مو، استخوان، پوست و برداشت مواد دارویی از ادرار مادیان باردار اشاره کرد. انسان‌ها برای اسب‌های اهلی، خوراک، آب، پناهگاه، مراقبت‌های پزشکی و نعل فراهم می‌کنند.

## واژه‌شناسی
همچنین ببینید: واژه‌های ساخته شده از اسب

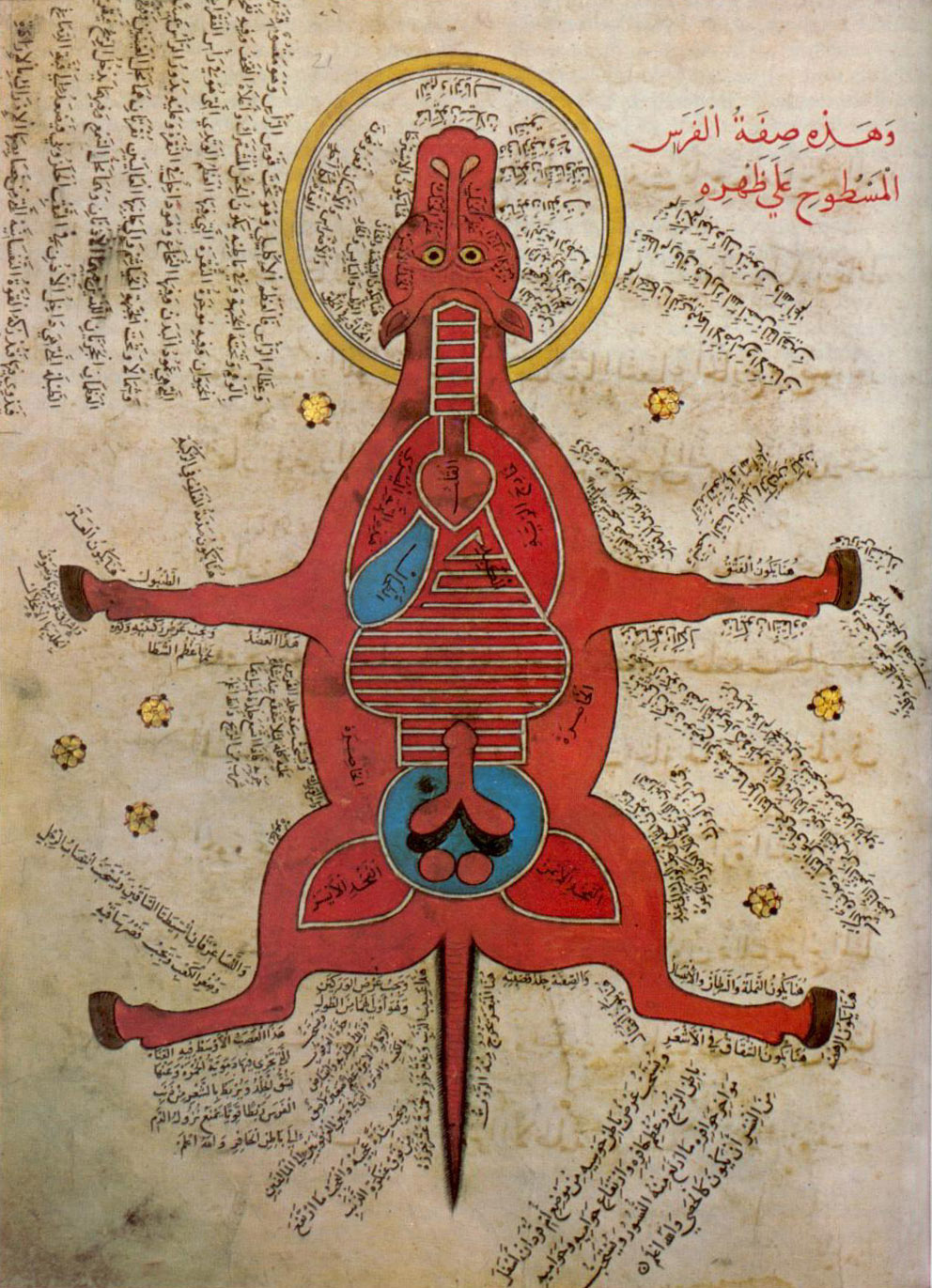
کالبدشناسی اسب حدود یک سده پس از دوران طلایی اسلام. سده ۱۵ (میلادی). این تصویر یک سند مصری است که در کتابخانه دانشگاه استانبول نگهداری می‌گردد.

واژه اسب (Aspa) (آفریده نیک) که در اوستا آمده است، خود یک واژه، از دوره پیش از تاریخ و به احتمال زیاد مادی (پارتی، اوستایی) است، و در پارسی باستان (asa) بوده و در سانسکریت (acva) آمده است؛ و بسیاری از نام‌های اساطیری در متون کهن از این واژه گرفته شده است، به مانند: «اسپریس» به معنی میدان اسب دوانی و «اسپست» به منای یونجه که با تلفظی متفاوت به برخی زبان‌های دیگر منتقل شده است.
نام اسب همواره با واژه‌هایی مانند چابکی همراه بوده است. پیشینیان برای اسب‌های خود احترام بسیاری قائل بودند به گونه‌ای که صاحب اسب، نیاکان اسب نژادین خود را تا ۱۲ نسل پشت می‌دانست و به هنگام مرگ اسبش به شدت غمگین می‌شد. همچنین اسب را جانوری نجیب نیز می‌شناسند؛ ولی در هنگام خشم اسب نزدیکی به او بسیار خطرناک است.
اسب را در پارسی میانه و اوستایی نیز اَسپ (asp) می‌گفتند. نام‌های بسیاری از بزرگان ایرانی در روزگار باستان دارای پسوند -اسپ بوده است (مانند گشتاسپ، ارجاسپ، گرشاسپ، جاماسپ، لهراسپ، ویشتاسپ، هیدراسپ، بیوراسپ، ساتاسپ و …) که نشان از اهمیت این جانور در میان ایرانیان است. در زبان سانسکریت این واژه به ریخت azva بوده که واژه سوار و اسوار نیز در زبان پارسی کنونی از همین ریشه‌اند. خود این واژه از ریشهٔ واژهٔ هندواروپایی *eḱwa یا eḱwo ریشه گرفته است. اسب برای نخستین بار در آسیای میانه اهلی شده است. سپس به دشت‌های ایران راه یافته است. در ایران باستان به ویژه دوره هخامنشی اسب نقش بسیار زیادی داشت به اسب‌های تربیت‌یافته «پارس» می‌گفتند، عرب‌ها این کلمه را به «فارس» معرب کرده‌اند و آن را به معنی تیزرو و سوارکار ورزیده به کار می‌برند. اسب جانوری است که با سرما و شرایط سخت کوهستانی سازگار است، برخلاف شتر که با شرایط گرم و شنزار و سرزمین عربی سازگار بوده است. 

## رده‌بندی و فرگشت

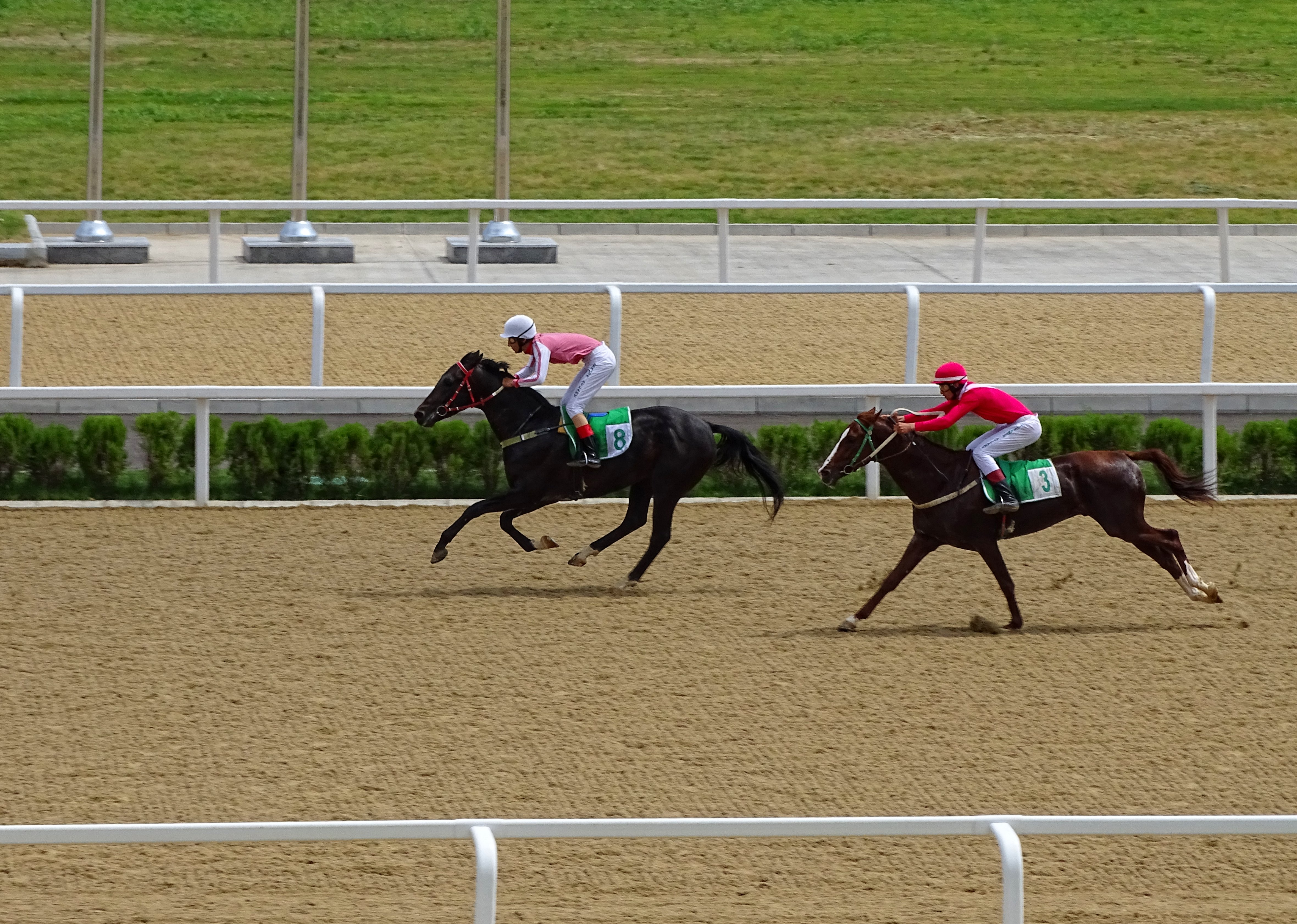
مسابقات اسب‌دوانی ترکمنستان

اسب برای ادامه بقا خود را برای زندگی در مناطق باز و وسیع و علفزارها سازگاری داد. در چنین زیست‌بومی، جانوران چراکننده بسیار بزرگ، به ویژه نشخوارگران، توانایی ادامه حیات نداشتند. اسب‌ها و دیگر اسبیان جانورانی فردسم از راسته فردسمان هستند، گروهی از پستانداران که در دورهٔ ترشیاری بر زمین حکم می‌راندند. در گذشته، این راسته شامل ۱۴ تیره بود ولی امروزه تنها ۳ تیره از آن‌ها (اسبان، تپیرها، و کرگدنها) باقی‌مانده‌اند.

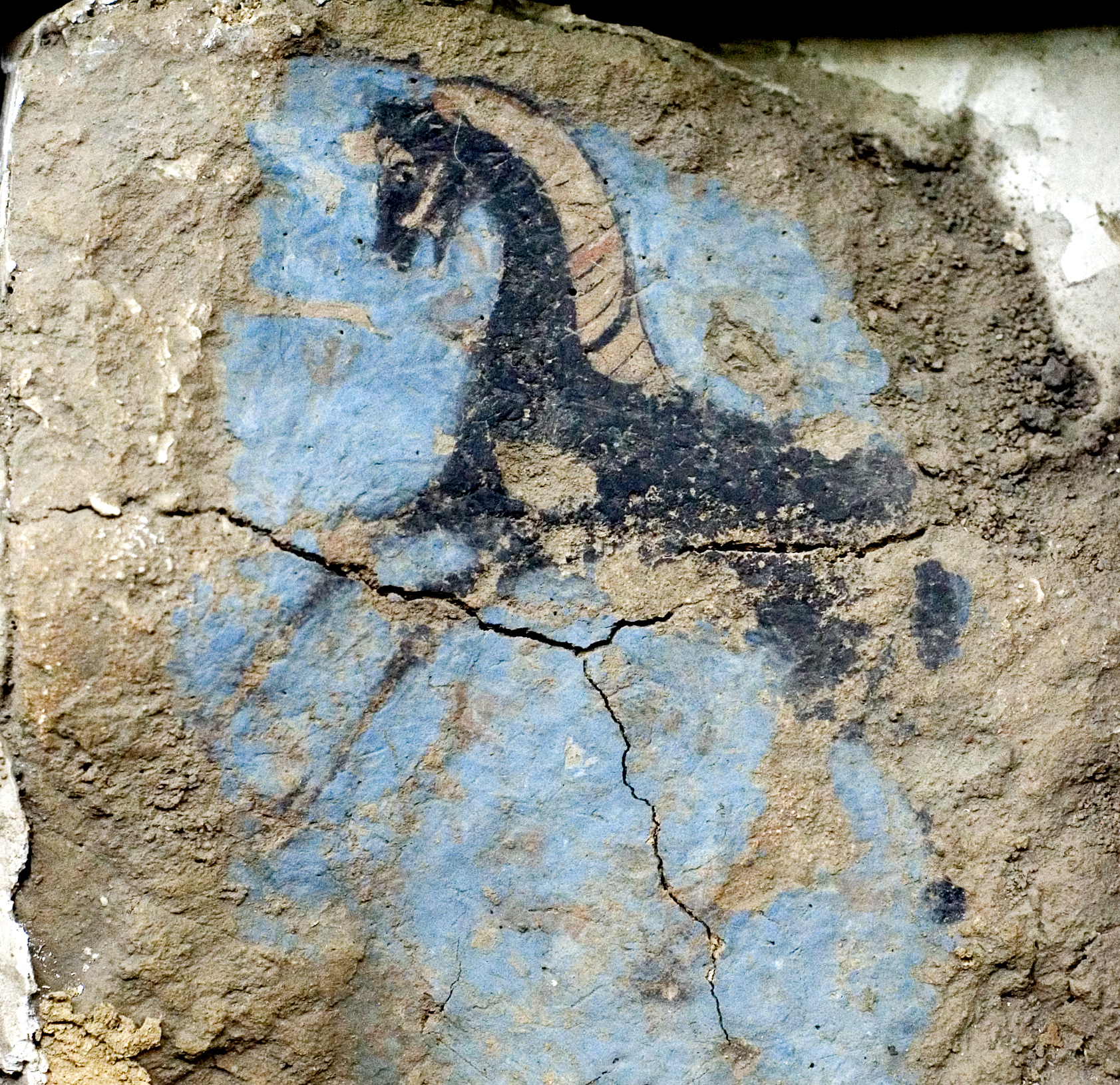
نقاشی فرسکو یک اسب مربوط به هنر تمدن اورارتو در موزه‌ای در ایروان، ارمنستان

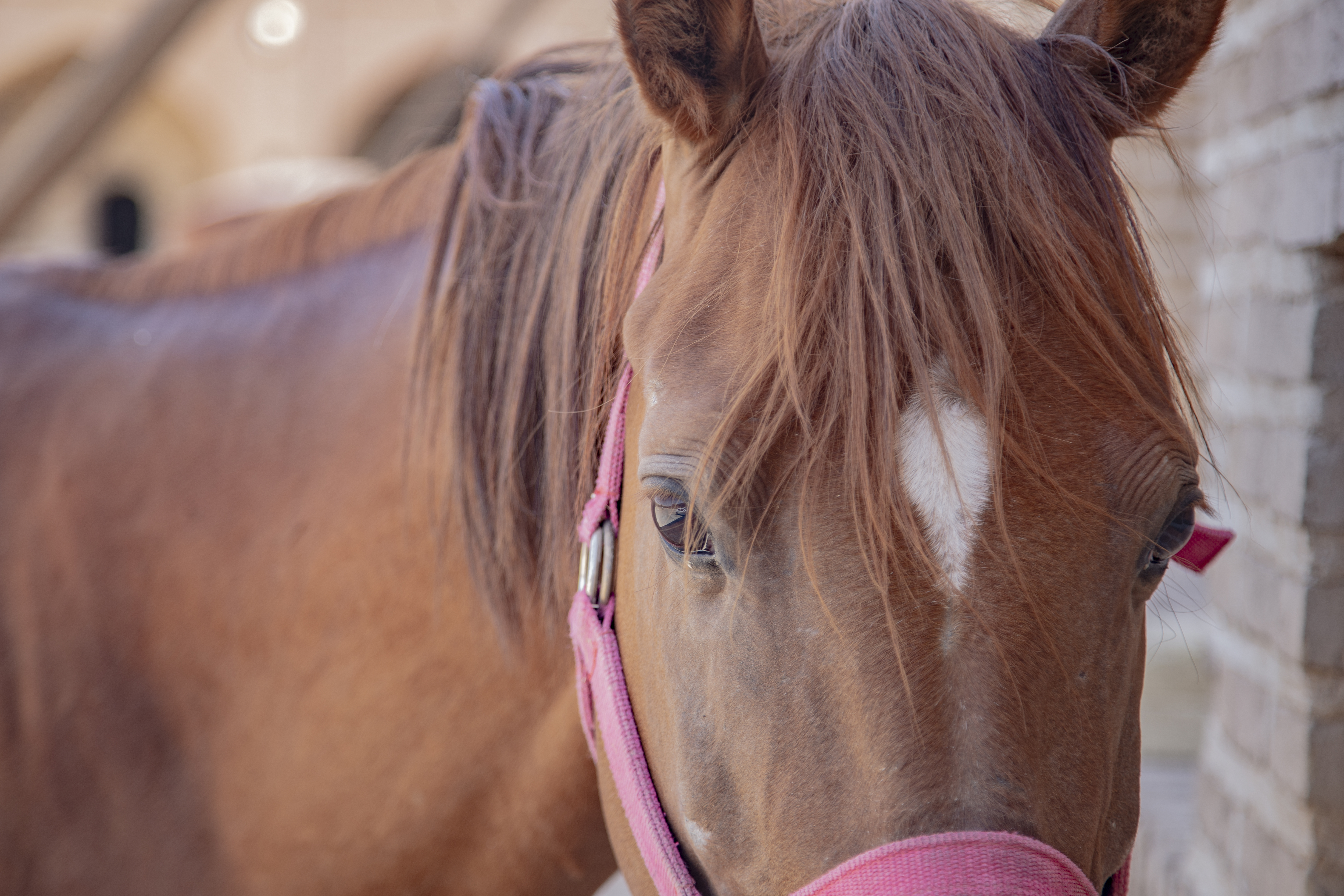
اسب ترکمن

کهن‌ترین گونه شناخته‌شده از تیره اسبان خرگوشک‌دد (نام علمی: Hyracotherium) است که میان ۵۵ تا ۴۵ میلیون سال پیش در دوره ائوسن زندگی می‌کرد. این جانور ۴ انگشت در هر پای جلویی داشت و ۳ انگشت در پاهای عقبی. انگشت اضافه در پاهای جلو با پدیدار شدن میان‌اسب‌آبی (نام علمی: Mesohippus) در ۳۷ تا ۳۲ میلیون سال پیش از میان رفت. با گذر زمان، انگشت‌های کناری (بیرونی) اضافی کوچک و کوچک‌تر شدند تا آنکه ناپدید گشتند. همه آنچه در اسب‌های کنونی باقی مانده است تعدادی استخوان وستیجیال کوچک در پا زیر زانو است. پاهای آن‌ها همچنین با ناپدید شدن انگشتان بلندتر شد تا آنکه اسب‌ها تبدیل به سم‌دارانی شدند که می‌توانستند با سرعت زیاد بدوند. تا هنگام ۵ میلیون سال پیش، اسب نوین کنونی پدید آمده بود. دندان‌های اسب همچنین خود را از دندان‌هایی برای خوردن گیاهان نرم و گرمسیر به دندان‌هایی برای جویدن علف‌های اندکی خشک‌تر و سپس علف‌های دشت و صحراها تغییر دادند. از این رو، اسب‌های نخستین از جانورانی برگ‌خوار و جنگل‌نشین به جانورانی علف‌خوار و ساکن مناطق نیمه‌خشک سراسر جهان از جمله استپهای اوراسیا و دشت‌های بزرگ آمریکای شمالی تبدیل شدند.
تا هنگام ۱۵٬۰۰۰ سال پیش، اسب امروزین جانوری با گستردگی فراوان در هام‌شمالگان  بود. استخوان‌های اسب از این دوره، یعنی پایان پلیستوسن، در اروپا، اوراسیا، برینژیا ، و آمریکای شمالی یافت شده‌اند. این در حالی است که میان ۱۰٬۰۰۰ تا ۷٬۶۰۰ سال پیش، اسب در آمریکای شمالی منقرض شد و در دیگر نقاط نیز کمیاب. دلایل این انقراض هنوز به درستی شناخته نشده‌اند، ولی یک نگره به این اشاره می‌کند که انقراض در آمریکای شمالی مصادف با ورود انسان بود. دیگر بررسی بر این باور است که تغییرات آب و هوایی باعث ایجاد توندراهایی فاقد گیاهان مفید برای این جانوران در نزدیک به ۱۲٬۵۰۰ سال پیش شد.

### اسب‌های وحشی در حال حاضر

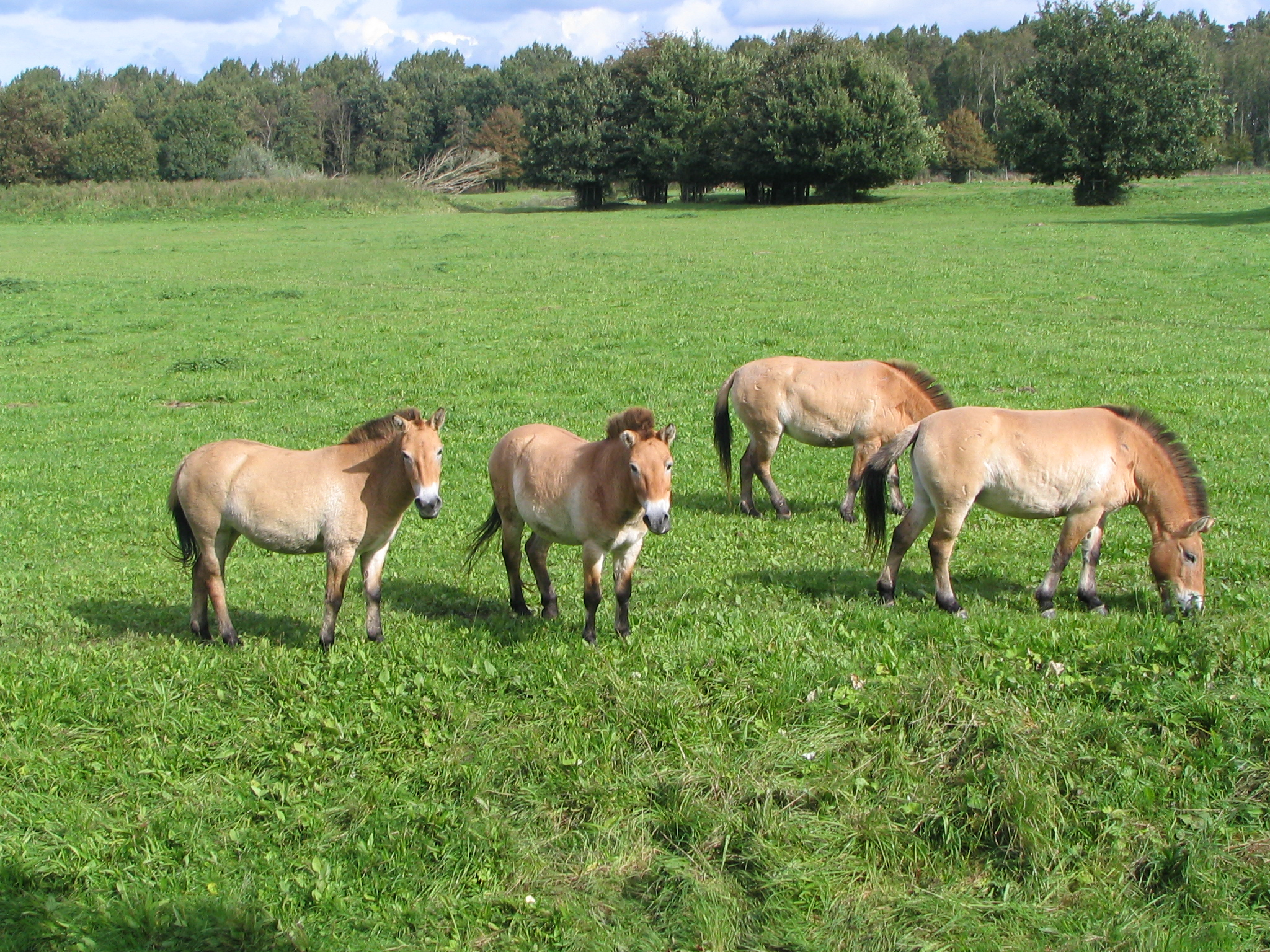
گله‌ای از اسب‌های شوالسکی در حال چریدن

اسب وحشی راستین اسبی است که هیچ نیایی نداشته باشد که توسط انسان اهلی شده باشد. با این حال بیشتر اسب‌هایی که امروزه «وحشی» خوانده می‌شوند در حقیقت اسب‌هایی هستند که نیاکانشان به دلایل گوناگون از گله‌ای که درشان بوده‌اند جدا شده و اندک اندک به روش زندگی پیشین بازگشته‌اند. تنها دو زیرگونه اسب وحشی راستین تارپان و شوالسکی توانستند به روزگار کنونی برسند و از آن میان نیز تنها دومی امروزه باقی مانده است.
اسب شوالسکی (با نام علمی Equus ferus przewalskii) که پس از نیکولای شوالسکی کاشف روس نامگذاری شد زیرگونه‌ای کمیاب از اسب است. این جانور با نام «اسب وحشی مغولستان» نیز شناخته می‌شود. مردم مغولستان آن را با نام تاکی می‌شناسند و قرقیزها آن را کیرتاگ صدا می‌کنند. این زیرگونه میان سال‌های ۱۹۶۹ تا ۱۹۹۲ در طبیعت منقرض شده بود، با این حال دسته‌های کوچکی از آن‌ها در باغ‌وحش‌های سراسر جهان نگهداری می‌شدند. در ۱۹۹۲، در پی تلاش‌های چند باغ‌وحش برای بازگرداندن آن به حیات وحش، اسب‌های شوالسکی وحشی در مغولستان رها شدند و امروزه می‌توان آن‌ها را در این کشور یافت.
تارپان یا اسب وحشی اروپایی (با نام علمی Equus ferus ferus) در اروپا و بیشتر آسیا یافت می‌شد. این جانور دوران تاریخی را پشت سر گذاشت ولی در ۱۹۰۹ منقرض شد. در این سال واپسین اسب در اسارت در باغ وحشی در روسیه درگذشت، و بدین وسیله، تبار ژنتیکی از دست رفت. تلاش‌هایی برای بازآفرینی تارپان انجام گرفته که منجر به تولید اسب‌هایی با ویژگی‌های ظاهری بیرونی همانند با اسب‌های وحشی پیشین شده است، اما به دلیل آنکه والدین این اسب‌ها وحشی نبوده‌اند، نمی‌توان اسب‌های جدید را وحشی دانست.

## اسب پرزووالسکی
جمعیت اسب‌های اهلی شده به سرعت بر همنوعان وحشی آنان فزونی گرفت. از انواع اسب‌های وحشی در سده نوزدهم فقط یک نوع به نام پرزوالسکی در قسمت‌های دور افتادهٔ مغولستان باقی مانده است. امروزه حدود ۷۰۰ راس از این نوع اسب در باغ وحش‌های جهان وجود دارد.

## زیست

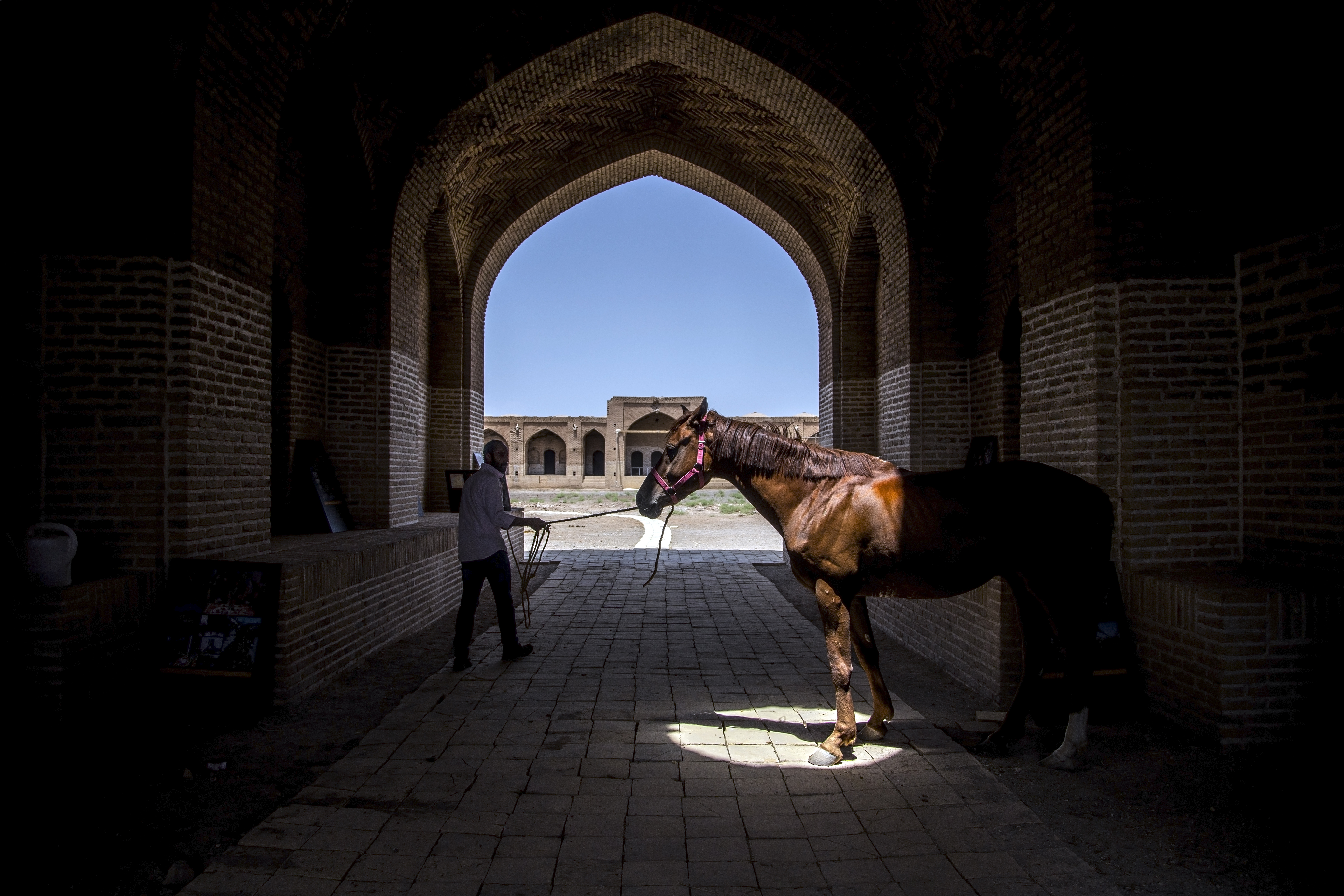
یک اسب اصیل ترکمن در ورودی کاروانسرای دیرگچین

### طول عمر و مرحله‌های زندگی
طول عمر یک اسب اهلی امروزی به نژاد، روش نگهداری و شرایط محیطی بستگی دارد اما می‌توان امید داشت که یک اسب میان ۲۵ تا ۳۰ سال عمر کند. البته گونه‌های خاص وجود دارد که تا ۴۰ سال و گاهی بیشتر هم عمر می‌کنند. پیرترین اسبی که برای وجود آن سند در دسترس است بیلی پیر نام دارد که در سدهٔ ۱۹ میلادی زندگی می‌کرده و تا سن ۶۲ سالگی رسیده بود. «شوگر پوف» نام یک اسب از نژاد اسبچه است که توانسته بود لقب پیرترین اسب زنده را از آن خود کند و نامش را میان رکوردهای جهانی گینس ثبت کند؛ این اسب در سن ۵۶ سالگی در ۲۰۰۷ از دنیا رفت.
بدون در نظر گرفتن روز تولد هر اسب، برای بیشتر مسابقه‌ها، هر سال در یک ژانویه در نیم کرهٔ شمالی و در یک اوت در نیم کرهٔ جنوبی به عدد سن اسب یک سال افزوده می‌شود ولی برای اسب‌هایی که در مسابقهٔ سواری استقامت شرکت می‌کنند این معیار برقرار نیست، برای این اسب‌ها حداقل سن اسب مهم است و این سن از روی تاریخ دقیق تولد اسب سنجیده می‌شود.

### اندام

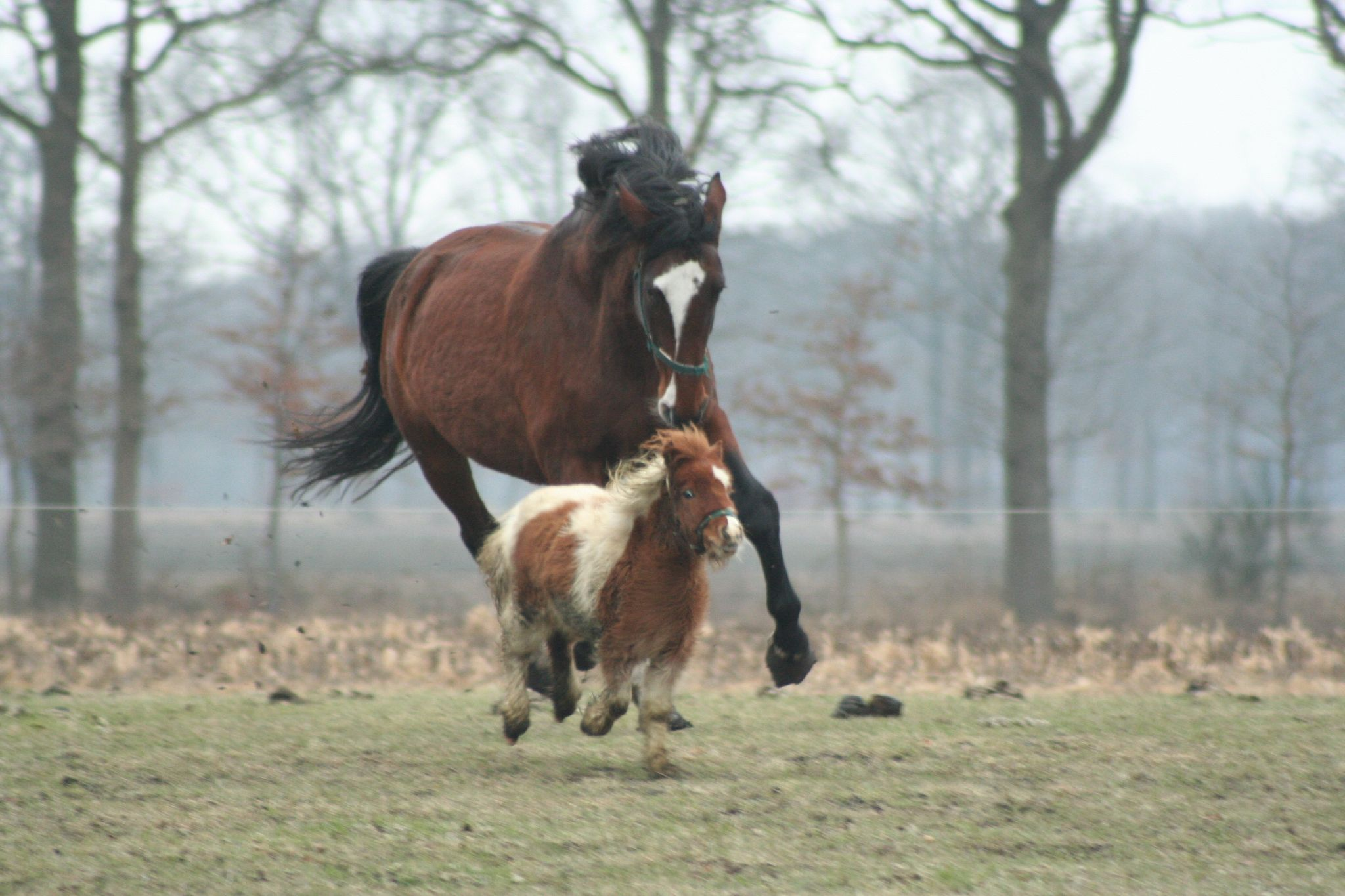
اندازه نژادهای گوناگون اسب بسیار با هم متفاوت است، همانند اسبی بزرگ و بالغ و یک اسبچه کوچک‌جثه.

قد اسب‌ها از جدوگاه آن‌ها سنجیده می‌شود؛ جایی که گردن به پشت جانور می‌رسد. این نقطه از آن رو به عنوان مرجع به کار می‌رود که نقطه‌ای پایدار از دیدگاه کالبدشناسی است. برخلاف سر یا گردن، ارتفاع جدوگاه با حرکت دادن بخش‌های مختلف بدن چون سر و گردن تغییر نمی‌کند.
اندازه اسب‌ها بسته به نژادشان فرق می‌کند، ولی به رژیم غذایی هم مرتبط می‌شود. اسب‌های سواری کم‌وزن قدی میان ۱۶۳–۱۴۲ سانتی‌متر دارند و وزنشان به ۵۵۰–۳۸۰ کیلوگرم می‌رسد. اسب‌های سواری بزرگتر قدی بالاتر از ۱۵۷ سانتی‌متر دارند و اغلب بیشتر از ۱۷۳ سانتی‌متر می‌شوند. آن‌ها همچنین وزنی میان ۶۰۰–۵۰۰ کیلوگرم دارند. اسب‌های سنگین‌وزن اغلب کمینه ۱۶۳ سانتی‌متر قد با بیشینه‌ای برابر با ۱۸۳ سانتی‌متر، و وزنی میان ۱۰۰۰–۷۰۰ کیلوگرم دارند.
احتمالاً بزرگ‌ترین اسب ثبت‌شده در تاریخ اسبی شایری به نام «سمپسون» بود که در ۱۸۴۸ به دنیا آمد. او ۲۲۰ سانتی‌متر طول و ۱۵۰۰ کیلوگرم وزن داشت. امروزه مقام کوچک‌جثه‌ترین اسب جهان متعلق به تامبلینا است؛ اسبی بالغ و مینیاتوری که مبتلا به کوتولگی است. قد تامبلینا ۴۳ سانتی‌متر و وزنش ۲۶ کیلوگرم است.

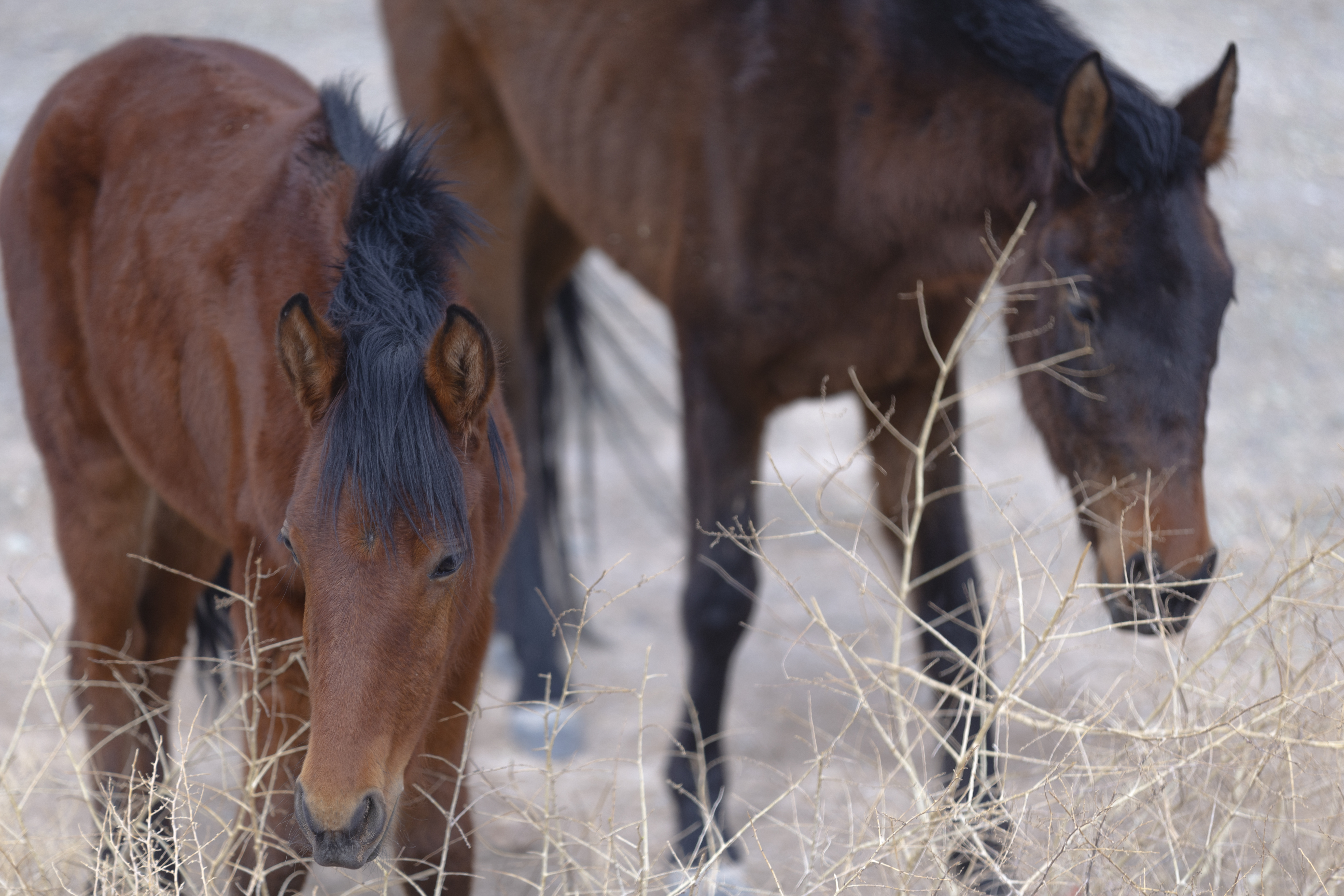
یک کره اسب به همراه مادر

#### اسبچه
از نظر ریشه، اسبچه و اسب‌های معمولی هر دو از خانوادهٔ اسبیان‌اند. تفاوت اصلی میان آن دو در بلندی قد آن‌ها است این تفاوت به ویژه هنگام شرکت در مسابقه مورد توجه قرار می‌گیرد. اسبچه‌ها و اسب‌های معمولی از نظر رُخ‌مان و خوی هم با هم متفاوت هستند.
استاندارد سنتی برای بلندی یک اسب یا اسبچه در هنگام بزرگسالی، ۱۴٫۲ وجب (۱۴۷ سانتی‌متر) است. اگر قد حیوان برابر با ۱۴٫۲ وجب یا بیشتر بود حیوان، اسب خوانده می‌شود اما اگر قدش کوتاه‌تر بود، اسبچه دانسته می‌شد. البته استثناهای زیادی برای این پیمانهٔ سنجش وجود دارد. در استرالیا اسبچه به آن‌هایی گفته می‌شود که قدی کوتاه‌تر از ۱۴ وجب (۱۴۲ سانتی‌متر) دارند. برای مسابقه در سرزمین‌های غربی ایالات متحده، این معیار ۱۴٫۱ وجب (۱۴۵ سانتی‌متر) است. فدراسیون ورزش‌های سوارکاری، بلندی اندام اسب را در سامانهٔ متری می‌سنجد و به آن‌هایی اسبچه می‌گوید که بدون نعل، قدی کوتاه‌تر از ۱۴۸ سانتیمتر در جلوگاه داشته باشند؛ که اگر نعل اسب را در نظر بگیریم به ۱۴٫۲ وجب یا ۱۴۹ سانتی‌مترمی‌رسیم.
بلندی تنها معیار سنجش اسبچه از اسب نیست. دفترهای ثبت نژاد اسب گاهی اسب‌هایی دارند که قدشان از معیار ۱۴٫۲ وجب بیشتر یا کمتر است آن‌ها می‌گوید نه به قد، بلکه به پدر و مادر حیوان باید نگاه کرد و از روی آن نژادش را ثبت کرد. چون اسبچه‌هایی دیده شده که ویژگی‌های مشترکی با اسب‌های معمولی دارند و گاهی بلندی آن‌ها بیش از ۱۴٫۲ وجب است اما همچنان اسبچه دانسته می‌شوند.
اسبچه‌ها معمولاً، یال، دُم و در مجموع پوشش ضخیم‌تری دارند. همچنین به نسبت پاهایی کوتاه‌تر، قوس شکم پهن‌تر، استخوان‌های سنگین تر، گردن کلفت‌تر و کله‌ای کوتاه با پیشانی پهن دارند. این جانور از اسب آرام‌تر است و در عین حال از هوش خوبی برخوردار است که گاهی از آن برای همکاری با انسان بهره می‌برد. اندام کوچک تنها نشانهٔ این حیوان نیست برای نمونه اسبچه شتلند که به‌طور متوسط ۱۰ وجب یا ۱۰۲ سانتیمتر است هم یک اسبچه دانسته می‌شود. در مقابل گونه‌هایی از اسب مانند فالابلا و اسب‌های مینیاتوری یا کوچک‌اندام که بلندی آن‌ها به بیش از ۷۶ سانتیمتر نمی‌رسد در دفترهای ثبت نژاد به عنوان «اسب بسیار کوچک» رده‌بندی شده‌اند و نه اسبچه.

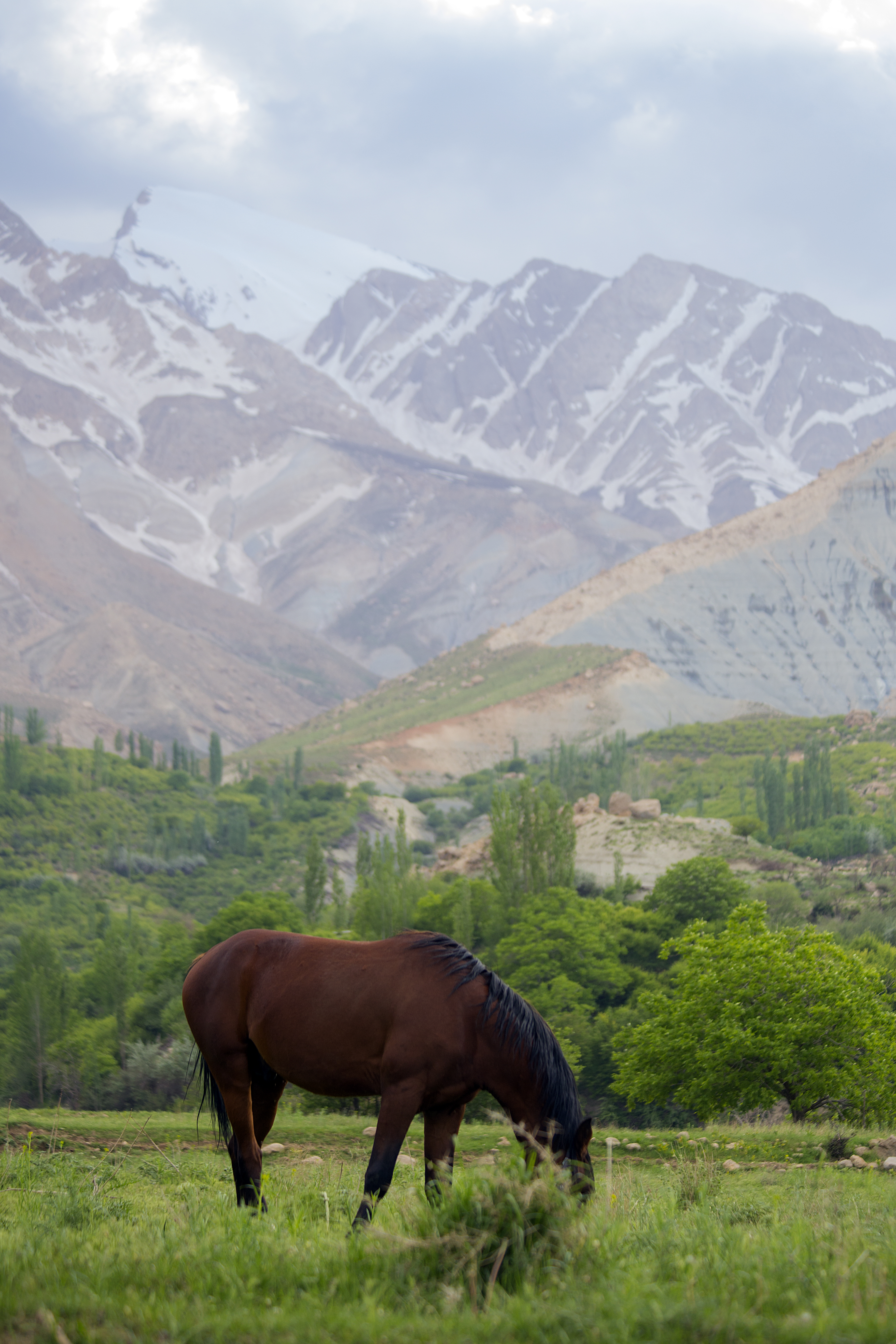
یک اسب ایرانی در روستای خفر پادنا

### رنگ
اسب‌ها رنگ بدن‌های بسیار متنوعی دارند. اغلب اسب را نخست با رنگ بدنش معرفی می‌کنند، سپس نژاد یا جنسیت. اسب‌های هم‌رنگ از روی تفاوت در وسم‌های سفید روی پوستشان شناسایی می‌شوند؛ وسم‌هایی که در کنار الگوهای متنوع خال داشتن پوست، مستقل از رنگ پوست بدن به ارث برده می‌شوند.
بسیاری از ژنهایی که الگوها و رنگ‌های پوست بدن اسب‌ها را تولید می‌کنند شناسایی شده‌اند. آزمایش‌های ژنتیکی کنونی توانسته‌اند کمینه ۱۳ الل گوناگون مؤثر بر رنگ پوست را پیدا کنند، و پژوهش بر روی یافتن ژن‌های جدید مرتبط با ویژگی‌های این جانور ادامه دارد. رنگ‌های اصلی بدن اسب‌ها یعنی کرنگ و سیاه توسطی ژنی کنترل‌شده توسط گیرنده ملانوکورتین ۱ تعیین می‌شوند. این ژن با نام‌های «ژن گسترش» یا «فاکتور قرمز» نیز شناخته می‌شود، چرا که فرم مغلوب آن قرمز رنگ است و فرم غالبش سیاه. ژن‌های اضافی دیگری سرکوب رنگ سیاه به رنگ‌آمیزی نقطه‌ای را کنترل می‌کنند؛ عملی که باعث پدید آمدن اسب‌های کهر می‌شود. این ژن‌ها همچنین مسوول تولید همه دیگر الگوهای رنگ‌آمیزی گوناگونی هستند که بر پوست بدن اسب‌ها پدید می‌آیند.

### تولید مثل

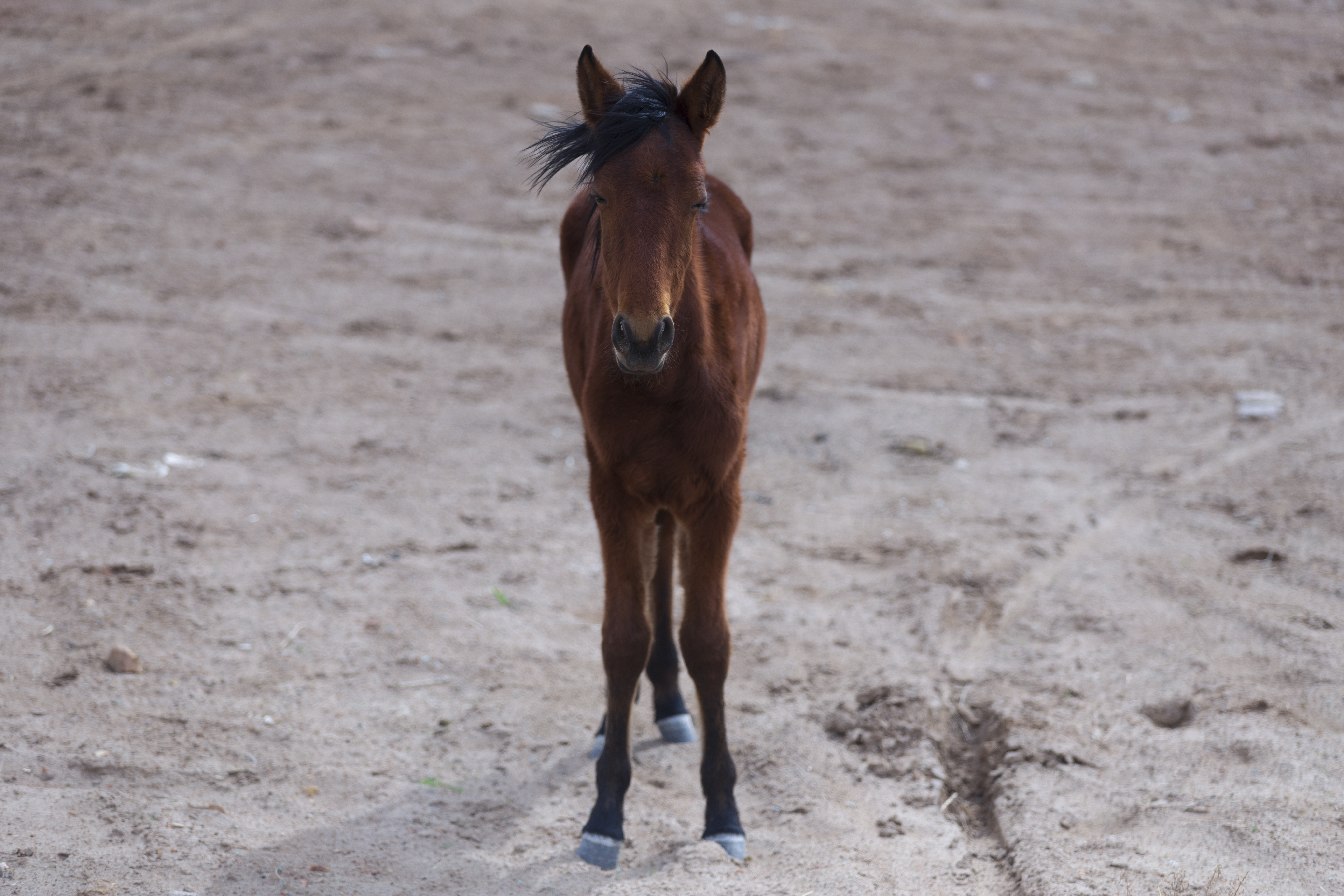
کره اسب در سن ۵ ماهگی

دوران باروری اسب نزدیک به ۳۴۰ روز یا به‌طور متوسط ۳۲۰ تا ۳۷۰ روز است و معمولاً حاصل آن یک کره اسب است؛ کمتر دیده شده که یک اسب دوقلو به دنیا آورد. اسب‌ها هنگام تولد می‌توانند روی پای خود بایستند و اندکی پس از تولد حتی می‌توانند بدوند. کره‌ها بیشتر در بهار به دنیا می‌آیند. دوران باروری (تمایل جنسی) ماده‌ها از آغاز بهار تا پاییز و هر ۱۹ تا ۲۲ روز روی می‌دهد. کره‌ها پس از چهار تا شش ماه از شیر گرفته می‌شوند و خوراک معمولی دارند.
از نظر اندام و فیزیک، یک اسب می‌تواند در ۱۸ ماهگی جفت‌گیری کند اما برای اسب‌های اهلی به ویژه ماده‌ها، کمتر دیده شده که تا پیش از سه سالگی اجازهٔ جفت‌گیری به آن‌ها داده شود. اسب چهارساله، بالغ دانسته می‌شود هرچند که استخوان‌بندی آن تا شش سالگی همچنان رشد می‌کند. بزرگسال شدن اسب‌ها به نژاد، جنس، روش نگهداری از آن‌ها و ابعادشان بستگی دارد. اسب‌های بزرگتر، به زمان بیشتری برای رشد کامل و تغییر بافت استخوان‌هایشان نیاز دارند و بیشتر طول می‌کشد تا برخی غضروفها به استخوان تبدیل شود.
بسته به بزرگسالی، پرورش و کاری که از یک اسب انتظار می‌رود، آن‌ها را در سن دو تا چهار سالگی برای سواری و زیر زین آموزش می‌دهند. اسب‌های مسابقه مانند درساژ عموماً تا پیش از سه یا چهار سالگی زیر زین نمی‌روند چون ماهیچه‌ها و استخوان‌های آن‌ها به اندازهٔ کافی محکم نیست. در این میان نژاد تروبرد یک استثنا است، این اسب مسابقه در برخی کشورها در سن دو سالگی زیر زین می‌رود. اسب‌هایی که برای مسابقه‌های استقامت پرورش می‌یابند تا پیش از ۶۰ ماهگی (پنج سالگی) بزرگسال دانسته نمی‌شوند.

### اندام‌شناسی

#### استخوان‌بندی

استخوان‌بندی یک اسب امروزی

بدن اسب به‌طور میانگین ۲۰۵ استخوان دارد. تفاوت مهم میان استخوان‌بندی بدن اسب و انسان این است که اسب ترقوه ندارد و پاهایش مستقیم به ستون مهره‌ها وصل شده است برای این منظور یک مجموعهٔ نیرومند از ماهیچه، تاندون و رباط که وظیفهٔ اتصال شانه‌ها به تنه (ناحیهٔ سینه و شکم) را دارند همکاری می‌کنند. پا و سُم‌های اسب هم ساختار بسیار ویژه‌ای دارند. استخوان‌های پای آن‌ها متفاوت از آنچه در انسان است پخش شده‌اند. برای نمونه، بخشی از بدن اسب که «زانو» خوانده می‌شود در اصل از استخوان‌های مچی تشکیل شده‌اند که مطابق با مچ دست انسان هستند. استخوان‌های پایینی پا مطابق با استخوان‌های دست یا پای انسان هستند. اسب همچنین هیچ ماهیچه‌ای در پاهای خود زیر زانوها و ران خود ندارد و تنها پوست، مو، استخوان، تاندون، رباط، غضروف، و بافت‌های مرتبط مخصوصی که سم را می‌سازند در آن ناحیه قرار گرفته‌اند.

#### سم
پاهای اسب و گام برداشتنش آنقدر مهم هستند که در فرهنگ غربی ضرب‌المثلی به شکل «اسبی که پا ندارد، اسب نیست» وجود دارد. سُم اسب از بندهای سرانگشتی، که معادل آن در انسان برابر با سر انگشتان می‌شود، آغاز می‌شوند و توسط غضروف و دیگر بافت‌های نرم پُرخون احاطه می‌شوند. دیواره خارجی سم از همان ماده‌ای ساخته شده است که ناخن انسان را می‌سازد. نتیجه چنین چیزی آن است که این جانور با میانگین ۵۰۰ کیلوگرم وزن می‌تواند بر همان استخوان‌هایی گام بردارد که گویی انسانی بر سر انگشتانش راه می‌رود. برای حفاظت از سم در شرایط گوناگون، نعل‌بندان به درون سم اسبان نعل فرو می‌برند. سم همواره به رشد خود ادامه می‌دهد و در بیشتر اسب‌های اهلی نیاز به کوتاه شدن در بازه‌های زمانی ۵ تا ۸ هفته‌ای دارد. نعل را می‌توان برابر کفش برای اسب دانست. بدون نعل، سم اسب‌ها از راه رفتن آسیب‌های بزرگ می‌بیند. آسیب‌هایی که گاهی به لنگ شدن اسب‌ها برای همیشه می‌انجامد.

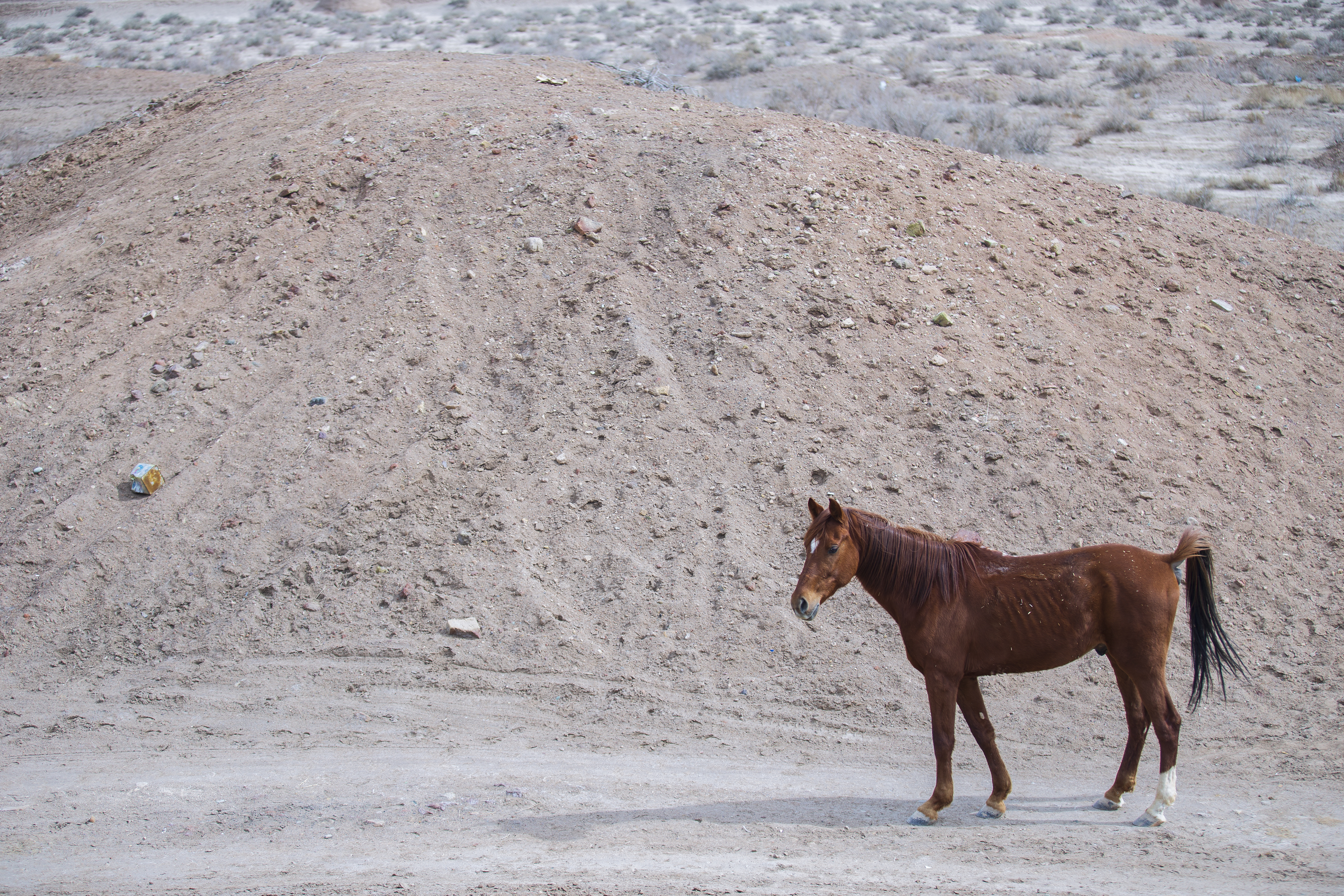
یک اسب در حوالی کاروانسرای دیر گچین در پارک ملی کویر

#### دندان
دندان‌های اسب برای چرا ساخته شده است. یک اسب بزرگسال، روی هم رفته ۱۲ دندان پیش (۶ تا در هر فک) در جلوی دهانش دارد. این دندان‌ها برای گاز گرفتن علف‌ها و دیگر گیاهان کاربرد دارد. ۲۴ دندان در دهان اسب برای جویدن ساخته شده‌اند که دندان‌های آسیاب کوچک و دندان‌های آسیاب بزرگ در انتها، پُشت دهان جای گرفته‌اند. اسب‌های اخته شده چهار دندان اضافه تر در پشت دندان‌های پیش دارند این دندان‌ها مانند دندان نیش است. برخی اسب‌ها (نر و ماده) یک تا چهار دندان بسیار کوچک وستیجیال در جلوی دندان‌های آسیاب بزرگ دارند. این دندان‌های کوچک که «دندان گرگی» نامیده می‌شوند که معمولاً کشیده می‌شوند چون در هنگام بستن دهنه به اسب، مزاحمت ایجاد می‌کنند. میان دندان‌های پیشین و آسیاب بزرگ یک فضای تهی وجود دارد که در هنگامی که اسب رام شده است، دهنهٔ اسب مستقیم روی لثههایش در آن ناحیه جای می‌گیرد.
برآورد سن اسب از روی نگاه کردن به دندان‌هایش به دست می‌آید. دندان‌های اسب همواره در حال رشدند که با جویدن علف‌ها، ساییده و کوتاه می‌شوند. دندان‌های پیشین گذر سن اسب را نشان می‌دهند. سطح ساییده شدهٔ دندان، دگرگونی شکل ظاهری دندان و تغییر در زاویه‌هایی که در آن ساییدگی دیده می‌شود، همگی برای یک برآورد نه چندان دقیق از سن اسب مناسب‌اند. البته روش‌های نگهداری از اسب و خوراکی که حیوان مصرف می‌کرده هم بر نرخ ساییدگی دندان اثر می‌گذارد.

#### خوراک
اسب جانوری گیاه‌خوار است. خوراک این حیوان علوفه، چمن و دیگر رشته‌های گیاهی است. اسب به‌طور پیوسته در تمام روز در حال چریدن است بنابراین در مقایسه با انسان، معدهٔ نسبتاً کوچکی دارد ولی در مقابل رودهای بسیار بلند دارد. این روده جابجایی پیوستهٔ مواد خوراکی و تغذیهٔ بدن را آسان می‌کند. یک اسب ۴۵۰ کیلوگرمی در روز ۷ تا ۱۱ کیلوگرم غذا می‌خورد و در یک روز معمولی ۳۸ تا ۴۵ لیتر آب می‌نوشد. اسب‌ها برخلاف بسیاری از جانوران نشخوارکننده مانند انسان اند و تنها یک معده دارند اما برخلاف انسان‌ها می‌توانند سلولز را هضم کنند. هضم سلولز در سکوم و پیش از ورود به رودهٔ بزرگ روی می‌دهد. اسب‌ها نمی‌توانند خورده‌هایشان را بالا بیاورند برای همین اگر اسبی نتواند خوراکش را به خوبی هضم کند دچار درد شکمی، یکی از عامل‌های معمول مرگ، می‌شود.

#### حواس

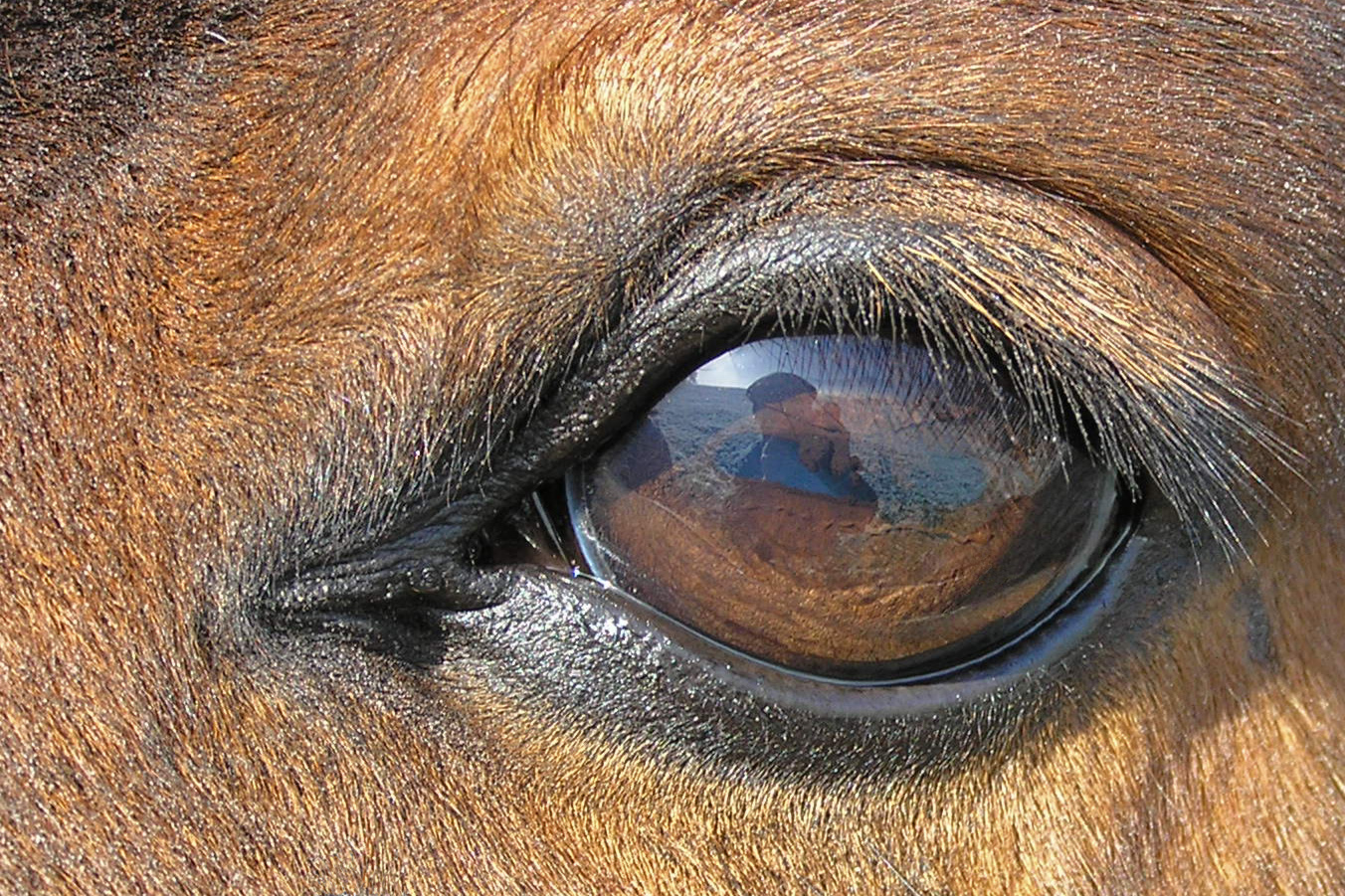
چشم یک اسب

حس‌های اسب معمولاً از حس‌های انسان توانمندتر است. اسب مانند درندگان باید همواره از رویدادهای پیرامونش آگاه باشد. اسب‌ها در میان پستانداران خشکی، بزرگ‌ترین چشم را دارند، و البته چشمانشان در دو سوی سرشان قرار دارند. با این چشم‌ها، بازهٔ دید اسب به ۳۵۰ درجه می‌رسد که نزدیک به ۶۵ درجه آن را با هر دو چشم و ۲۸۵ درجه باقی‌مانده را با یک چشم می‌بیند. اسب‌ها دید بسیار خوبی در شب و روز دارند اما تنها دو رنگ را می‌بینند. وضعیت دید آن‌ها از نظر رنگ مانند کوررنگی در انسان است که تنها چند رنگ، به ویژه قرمز و رنگ‌های مرتبط با آن به صورت سایهٔ سبز قابل دیدن است.
شنوایی اسب خوب است و هر گوش آن می‌تواند تا ۱۸۰ درجه به دور خود بچرخد. در نتیجه اسب توان آن را دارد تا صدای همهٔ ۳۶۰ درجهٔ پیرامونش را مستقیم دریافت کند بدون آنکه نیاز باشد سرش را بگرداند. بویایی آن‌ها از انسان بسیار قوی تر است اما حس کلیدی برای آن‌ها نیست، آن‌ها بیشتر بر بینایی خود تکیه می‌کنند.
اسب‌ها توان بالایی در نگه داشتن تعادل خود دارند. این حس ناخودآگاه اینکه در هر لحظه پاها کجا قرار دارند، در اسب بسیار بالا است. اسب حس لامسهٔ پیشرفته‌ای دارد، این حس در پیرامون چشم‌ها، گوش‌ها و بینی حساس تر هم می‌شود. توان حس لامسهٔ اسب به اندازه‌ای است که اگر یک پشه روی هر جایی از بدنش بنشیند، اسب متوجه آن می‌شود.
حس چشایی اسب‌ها هم پیشرفته است، برای همین در میان علف‌ها، می‌توانند خوراکی را که بیشتر دوست دارند برگزینند و بخورند. همچنین لب‌هایشان می‌تواند کوچک‌ترین دانه‌ها را هم جدا کند. اسب‌ها عموماً علف‌های سمی نمی‌خورند اما گاهی دیده شده که با وجود آنکه علف‌های سالم در دسترس است اما اسب به سراغ علف‌های سمی برود.

### جابجایی

راه رفتن اسب به صورت سه گام-سه گام (۱۹ تا ۲۴ کیلومتر بر ساعت)

در حالت طبیعی و پایه، همهٔ اسب‌ها برای جابجایی با چهار گام حرکت می‌کنند، در حالت قدم رو یا پایه، سرعت اسب به‌طور میانگین ۶٫۴ کیلومتر بر ساعت است. اگر به صورت دو گام-دو گام بجهد (هر بار دوپا به صورت قطری) در آن صورت سرعتش به ۱۳ تا ۱۹ کیلومتر بر ساعت می‌رسد، اگر به صورت سه گام-سه گام بجهد سرعتش به ۱۹ تا ۲۴ کیلومتر بر ساعت می‌رسد و اگر به صورت چهارنعل بتازد به‌طور میانگین به ۴۰ تا ۴۸ کیلومتر بر ساعت می‌دود. بالاترین سرعت ثبت شده برای تاختن چهارنعل است در بازهٔ زمانی کوتاه، ۸۸ کیلومتر بر ساعت بوده است. علاوه بر این چهار روش راه رفتن، روش‌های دیگری هم وجود دارد که ممکن است بسته به نژاد و ساختار اندام اسب در توان حیوان نباشد.

### رفتار

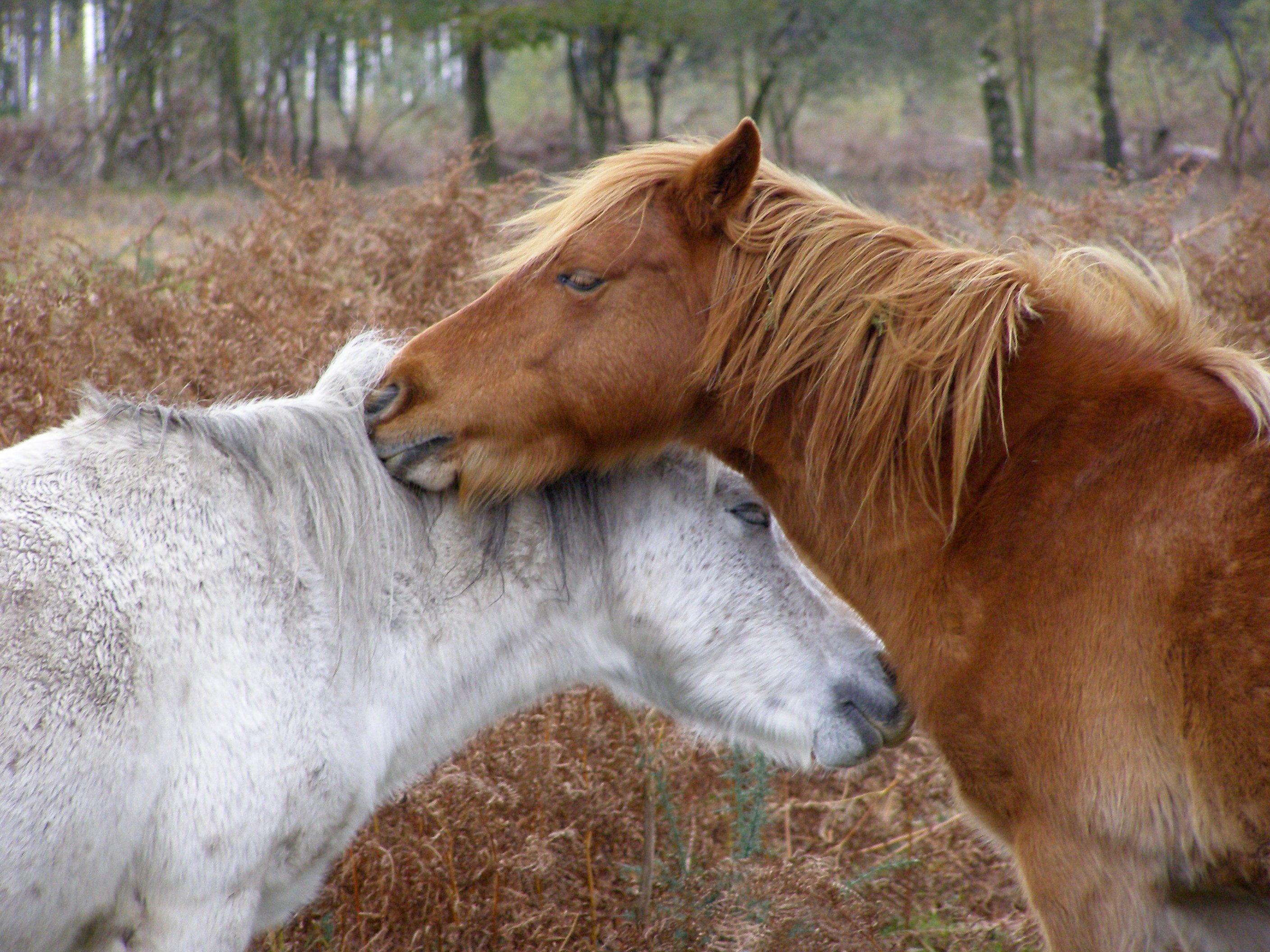
دو اسبچه در حال تیمار یکدیگر

اسب حیوانی است که همواره شکار شکارچیان است در حالی که توان بالایی در پاسخ جنگ-یا-گریز دارد. نخستین واکنش اسب به یک خطر، رم کردن و گریز است با این حال اگر گریز را برای جوان‌ترها ناممکن ببیند در جای خود می‌ایستد و دفاع می‌کند. البته اسب جانور کنجکاوی است یعنی با اینکه دوست دارد تا از منطقه بگریزد اما پیش از آن، لحظه‌ای درنگ می‌کند تا از عامل خطر مطمئن شود و اگر برداشتش این باشد که چندان خطرناک نیست معمولاً نمی‌گریزد. بیشتر نژادهای اسب سواری برای سرعت، چابکی، هوشیاری و استقامت پیشرفته شده‌اند. این ویژگی طبیعی نژاد آن‌ها است با این حال امروزه با اصلاح نژادی تلاش شده اسب‌هایی سربه‌زیر و فرمانبر تولید شود. اسب‌ها به صورت گله ای زندگی می‌کنند درحالی که در میانشان هر اسب از رتبهٔ ویژه‌ای برخوردار است و سلسله مراتب دارد. یک گله همیشه یک رهبر دارد و این رهبر بیشتر یک ماده اسب است. همچنین آن‌ها جانورانی اجتماعی اند که می‌توانند با جانورانی از گونهٔ خود یا از میان دیگر جانداران و حتی انسان دوستی برقرار کنند. آن‌ها راه‌های گوناگونی برای برقراری ارتباط دارند از جمله می‌توان به درآوردن صداهایی از خود، تیمار کردن، لمس یکدیگر و زبان بدن اشاره کرد. اگر یک اسب تنها بیفتد چیرگی بر آن دشوار می‌شود اما با آموزش کم‌کم یادمی‌گیرد تا یک انسان را به عنوان دوست و همنشین خود بپذیرد و به دور بودن از هم نوعان خود عادت کند. اگر یک اسب تنها بماند و به اندازهٔ کافی همنشین نداشته باشد یا تمرین و آموزش شبیه‌سازی همنشینی با انسان به جای اسب نداشته باشد دچار بی حوصلگی و ناهنجاری می‌شود و این مشکل خود را با جویدن چوب، لگد زدن به دیوار، حرکت‌های «موجی» (مرتب به عقب و جلو رفتن) و دیگر مشکلات نشان دهد.

#### هوش و فراگیری
در گذشته باور این بود که اسب‌ها هیچ‌گونه توان درک و فهم ندارند و حیوانات باهوشی نیستند و اگر کاری می‌کنند از روی رفتارهای کلی گله است. پژوهش‌های امروزی نشان داده است که آن‌ها می‌توانند مجموعه‌ای از کارهای مربوط به شناخت را انجام دهند یا از دید روانی دچار چالش شوند مانند جستجوی غذا یا شناسایی سامانهٔ اجتماعی. یک اسب می‌تواند تصویرهای دو بُعدی را از سه بُعدی تشخیص دهد. بررسی‌ها نشان داده که یک اسب می‌تواند مسئله حل کند، سرعت را یاد بگیرد و آموخته‌هایش را در ذهنش نگه دارد. آن‌ها از راه خوگیری، حساسیت زدایی، شرطی‌شدن واکنشی و شرطی‌شدن فعال آموزش می‌بینند. آن‌ها به ابزارهای مثبت و منفی پاسخ می‌دهند و از آن‌ها یادمی‌گیرند. همچنین یک اسب می‌تواند تا چهار بشمارد.

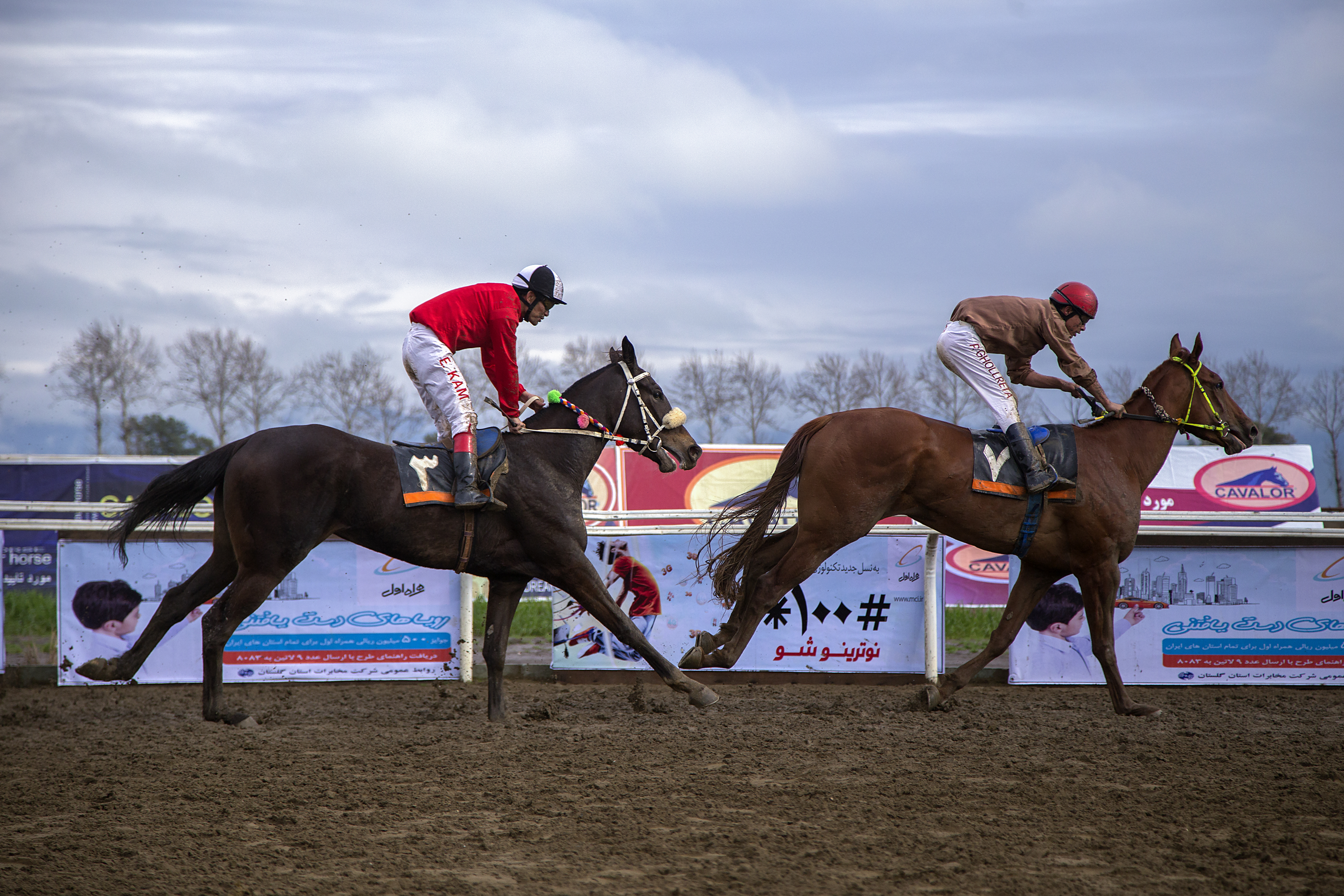
دو چابک‌سوار و اسب‌هایشان در مسابقات اسب دوانی گنبد کاووس

اسب‌های اهلی نسبت به اسب‌های وحشی با چالش‌های بزرگتری روبرو می‌شوند چون آن‌ها در دنیایی زندگی می‌کنند که مانند طبیعتشان نیست و غریزهٔ آن‌ها خاموش شده است. اسب‌ها زود عادت می‌کنند و شرایط تازه را می‌پذیرند، اگر این روش به صورت پیوسته بر آن‌ها اعمال شود به آن بهتر پاسخ می‌دهند. برخی آموزش دهندگان اسب بر این باورند که «هوش» اسب به هوش تربیت‌کننده اش بستگی دارد هرچه تربیت‌کننده از روش‌های مثبت تری بهره ببرد شرایط مناسب برای یک حیوان تنها را بهتر فراهم کند اسب بهتر آموزش می‌بیند. آن‌هایی که اسب را آموزش می‌دهند می‌گویند که جدا از هوش اسب، شخصیت تربیت‌کنندهٔ آن هم در اینکه آن حیوان به یک محرک چه پاسخ‌هایی می‌دهد نقش دارد.

#### خو
اسب‌ها، پستاندارند و جاندارانی خون‌گرم دانسته می‌شوند. در این تعریف خون‌گرم در برابر عبارت خونسرد یا خزندگان خونسرد قرار می‌گیرد. هنگامی که از اسب‌ها و خانوادهٔ آن‌ها سخن به میان می‌آید، این عبارت‌ها معنی تازه‌ای به خود می‌گیرند. برای اسب، عبارت‌های خونگرم یا خونسرد برای اشاره به خوی حیوان است و نه تنظیم دمایی بدن آن. همچنین عبارت «پُرحرارت یا پر خون» (Hot blooded) هم وجود دارد و برای اشاره به اسب‌هایی است که بسیار حساس و پُر انرژی‌اند. عبارت «خونسرد» برای اسب‌هایی است که ساکت‌تر و آرام‌ترند. گاهی پُرحرارت به «اسب‌های سبک» یا «اسب‌های سواری» گفته می‌شود درحالی که اسب‌های خونسرد در ردهٔ «اسب‌های کار» و «اسب بارکش» جای می‌گیرند.
اسب‌های شرقی مانند اسب عرب، اسب ترکمن آهال-تکه، اسب بَربَر (شمال آفریقا) نژادهای تازهٔ اسب ترکمن مانند تروبرد از جمله اسب‌های پُرحرارت‌اند. این اسب‌ها زود یادمی‌گیرند، شجاع و سرزنده‌اند و به دلیل چابکی و سرعتشان پرورش داده می‌شوند. اسب پُرحرارت، اندامی لاغر با پاهایی کشیده دارد. نژاد این اسب‌ها نخستین بار از خاورمیانه و شمال آفریقا به اروپا آورده شد. در آن هنگام پرورش دهندگان اروپایی بر آن بودند تا این اسب‌ها را برای مسابقه و سواره‌نظام نزد خود پرورش دهند.
اسب‌های سنگین با اندامی عضلانی را به عنوان «اسب‌های خونسرد» می‌شناسند. آن‌ها را به دلیل توان ماهیچه‌ای و خوی آرام و صبورشان پرورش می‌دهند. مردم با کمک آن‌ها بارهای سنگین را جابجا می‌کردند. گاهی به این اسب‌های «غول‌های نجیب» هم گفته می‌شود. از جمله اسب‌های باری می‌توان به نژاد بلژیکی و کلایدزدیل اشاره کرد. برخی از این اسب‌ها مانند پرچرون سبک‌تر و چابک ترند و درکشیدن بار یا شخم زدن زمین در اقلیم خشک به کار می‌آیند. دیگران مانند شایر آرام‌تر و نیرومندترند و برای شخم زدن خاک‌های رسی کاربرد دارند. برخی اسبچهها هم در دستهٔ خونسردها جای می‌گیرند.
اسب‌هایی چون تراکهنر و هانوفری اسب‌هایی «خون‌گرم» دانسته می‌شوند. اسب‌های خون‌گرم از جفت‌گیری اسب‌های بارکش و جنگی اروپایی با اسب‌های سبک عربی پدید آمدند. از ترکیب این دو، اسب‌هایی دونده با اندازه‌ای بزرگ‌تر و خویی آرام‌تر از اسب‌های پرحرارت پدید آمد. اسبچه‌های با ویژگی خون‌گرم برای سوارکاران با اندام کوچکتر پرورش داده می‌شوند. خون‌گرم‌ها به عنوان «اسب سبک» یا «اسب سواری» دانسته می‌شوند.
در حالت کلی اسب خون‌گرم از جفت‌گیری اسب خونسرد با اسب پرحرارت به‌دست می‌آید اما امروزه عبارت خون‌گرم بیشتر برای اشاره به زیرمجموعه‌ای از اسب‌های مسابقه که برای شرکت در مسابقهٔ درساژ و پرش با اسب تمرین می‌بینند بکار می‌رود. اسب‌هایی چون Cleveland Bay و Irish Draught همگی خون‌گرمند.

#### خواب

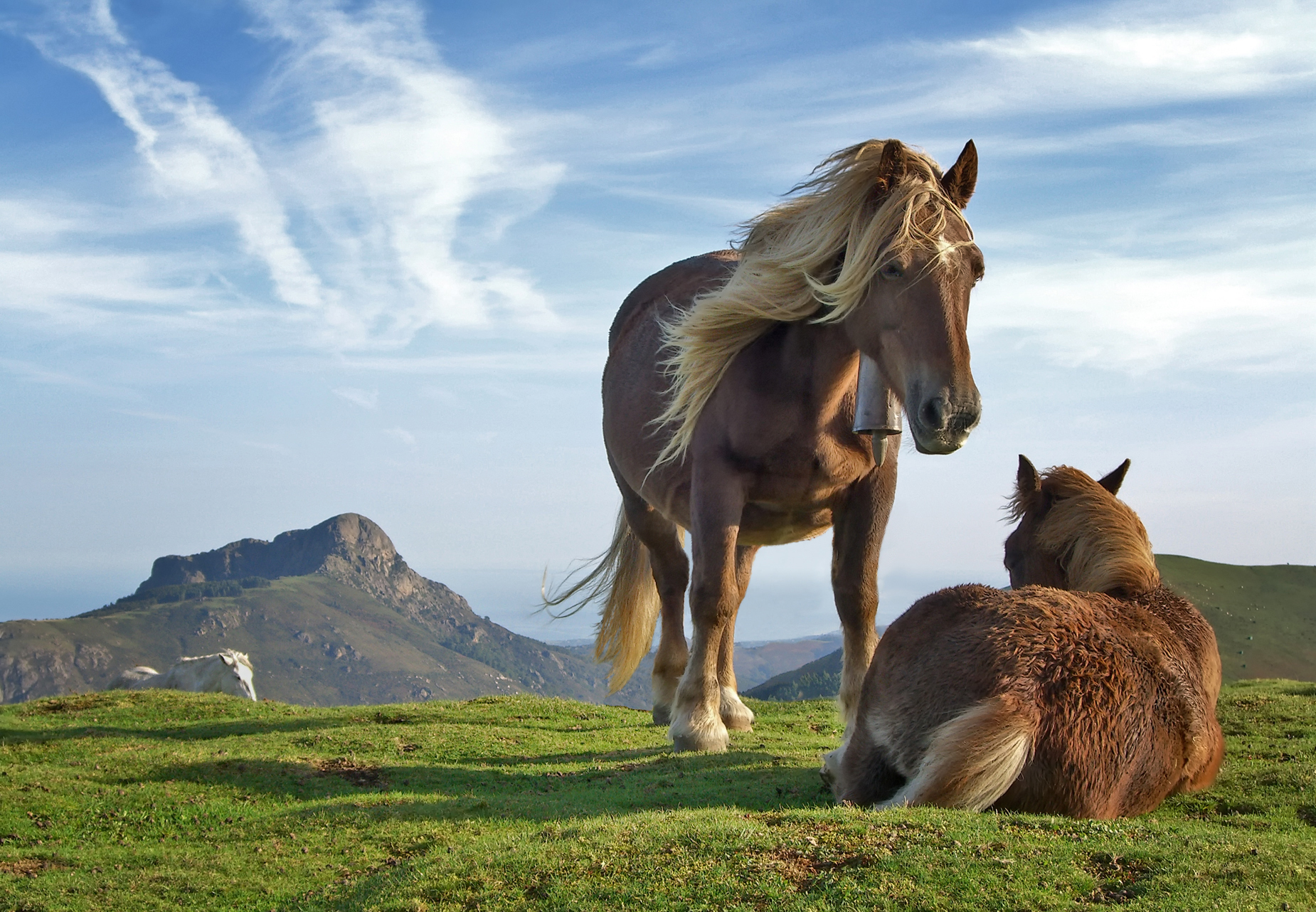
هنگامی که یک اسب برای استراحت می‌نشیند دیگری ایستاده و بیدار، یا در حالت چُرت سبک و مراقبت پیرامون است.

اسب‌ها می‌توانند به صورت ایستاده و نشسته بخوابند. آن‌ها به دلیل زندگی در دنیای آزاد پیشفرض یادگرفته‌اند که چگونه به خواب سبک روند در حالی که ایستاده‌اند و در حال چرت زدن بر زمین نیفتند. یک اسب هنگامی که در یک دسته با دیگر اسب‌ها است بهتر می‌خوابد چون در این هنگام برخی به خواب می‌روند و برخی دیگر آماده و بیدارند و نگهبانی می‌دهند. اگر اسب تنها گذاشته شود نمی‌خوابد چون به صورت غریزی یادگرفته است که مراقب خطر باشد و پیرامون را نگاه کند.
برخلاف انسان، اسب‌ها در یک ساعت به‌خصوص و پیوسته به خواب نمی‌روند بلکه در بازه‌های زمانی کوتاه می‌خوابند. یک اسب از چهار تا پانزده ساعت در روز می‌تواند ایستاده استراحت کند و از چند دقیقه تا چند ساعت ممکن است نشسته باشد. یک اسب در ۲۴ ساعت شبانه روز ممکن است از چند دقیقه تا چند ساعت در خواب باشد و بیشتر به صورت بازه‌های کوتاه ۱۵ دقیقه‌ای به خواب برود. به صورت میانگین یک اسب خانگی (اهلی) ۲٫۹ ساعت در روز خواب است.
اسب‌ها نیاز دارند که به صورت نشسته به خواب روند و حرکت تند چشم در خواب را داشته باشند. آن‌ها هر چند روز یک بار باید دست کم یک تا دو ساعت به صورت نشسته بخوابند و به این حالت برسند. اگر به اسب اجازهٔ نشستن و استراحت داده نشود پس از چند روز دچار کمبود خواب می‌شود و گاهی هم ممکن است ناگهانی بر زمین افتد چون بدون آنکه بخواهد در حالت ایستاده به خواب عمیق (حرکت چشم در خواب) رفته است و تعادلش را از دست می‌دهد. این وضعیت با اختلال حملهٔ خواب که برخی اسب‌ها به آن دچارند، متفاوت است.

## اهلی‌سازی

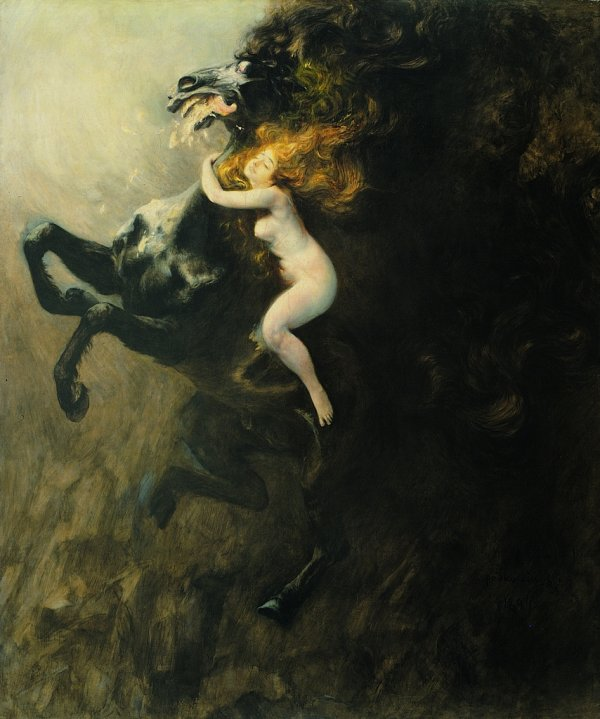
دیوانگی اثر ولادیسلاو پودکووینسکی

اهلی‌سازی اسب به احتمال بسیار در ۳۵۰۰ سال پیش از میلاد مسیح در آسیای میانه انجام شد. دو منبع اصلی برای آگاهی بر اینکه این جانور چه هنگام و کجا برای نخستین بار اهلی شدند در دسترس هستند. نخست، یافته‌های دیرینه‌شناسانه و باستان‌شناسانه و دوم مقایسه میان دی‌ان‌ای به دست آمده از اسب‌های امروزین با آنچه از استخوان‌ها و دندان‌های بازمانده اسب‌های باستانی یافت شده است.
کهن‌ترین یافته‌های باستان‌شناسانه برای اهلی‌سازی اسب به ۴۰۰۰–۳۵۰۰ سال پ.م. در اوکراین و قزاقستان بازمی‌گردد. تا سال ۳۰۰۰ پ.م. اسب صورت کامل اهلی شده بود و تا سال ۲۰۰۰ پ.م. رشد بسیاری در تعداد استخوان‌های اسب یافت شده در مناطق مسکونی انسان‌ها در شمال شرقی اروپا دیده می‌شود؛ چیزی که نشان از گسترش اهلی‌سازی اسب در سرتاسر قاره سبز دارد. تازه‌ترین شواهد از اهلی‌سازی اسب‌ها مربوط به استخوان‌های اسب یافته شده در کنار ارابه‌های درون گورهای متعلق به فرهنگ‌های سینتاشتا و پتروفکا در ۲۱۰۰ پ.م. هستند.
اهلی‌سازی همچنین از روی مقایسه ویژگی‌های ژنتیکی اسب‌های امروزین و آنچه از استخوان‌ها و دندان‌های باقی‌مانده از اسب‌های کهن، بررسی شده است. دگرگونی‌ها در درون‌مایه‌های ژنتیکی نشان می‌دهند که تعداد بسیار کمی از اسب‌های نر وحشی در ترکیب کنونی اسب‌های امروزین نقش داشته‌اند. در حالی است که بسیاری از اسب‌های ماده بخشی از گله‌های اهلی‌شده بوده‌اند.

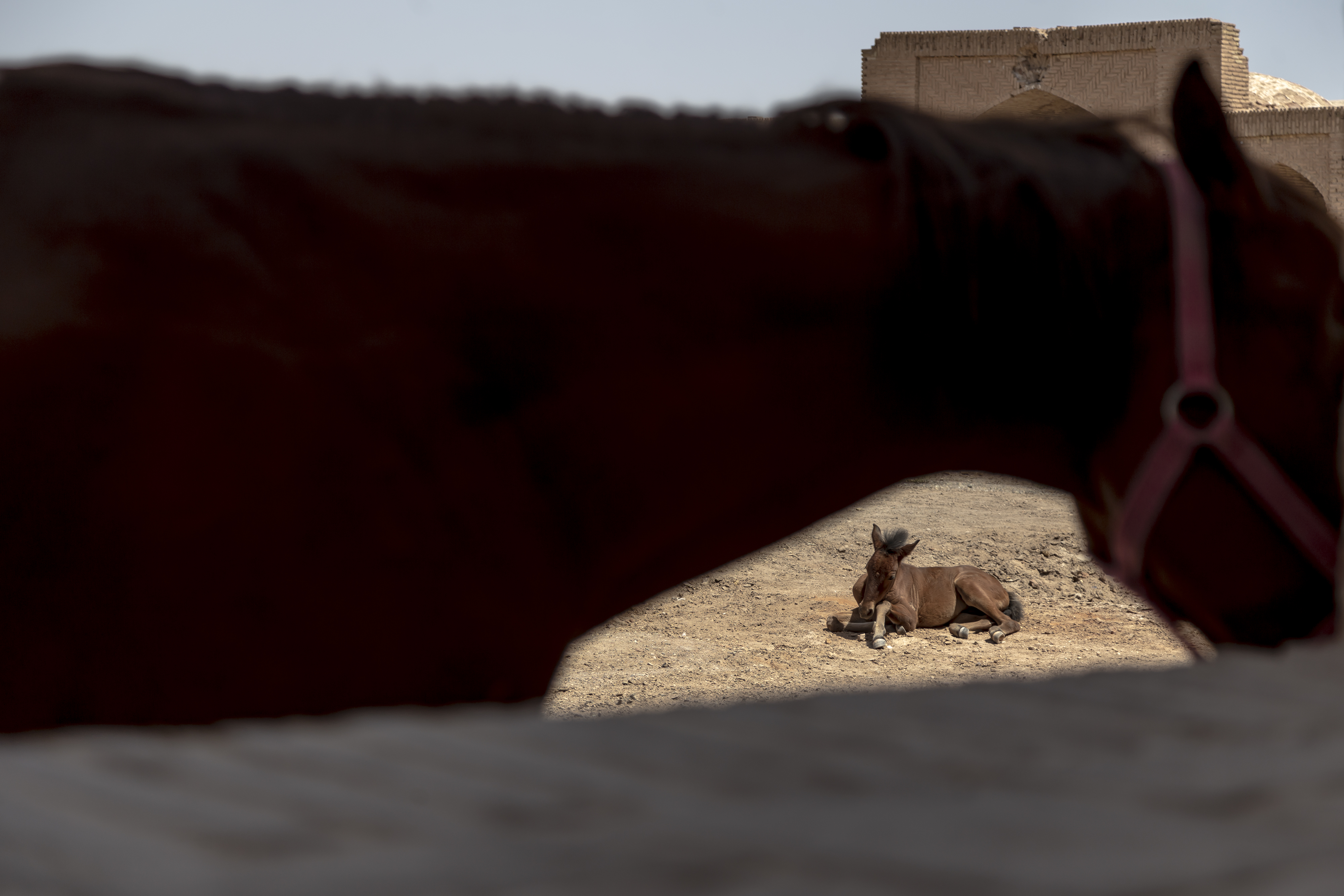
یک کره اسب و مادرش در میانه پارک ملی کویر در کاروانسرای مادر

این مسئله در دگرگونی ژنتیکی میان دی‌ان‌ای‌هایی که از راه پدران منتقل شده‌اند (کروموزوم Y) با آنچه از سوی مادران منتقل شده‌اند (دی‌ان‌ای میتوکندریایی) نمود دارد. در مورد اسب، میزان بسیار کمی از تغییرات کروموزوم‌های Y دیده می‌شود، ولی تغییرات دی‌ان‌ای میتوکندریایی بسیار بالایی وجود دارد. همچنین، تغییرات محلی در دی‌ان‌ای میتوکندریایی دیده می‌شود که به دلیل تعلق ماده‌های وحشی به گله‌های محلی بوده است. دیگر نشانه اهلی‌سازی، افزایش در دگرگونی‌های رنگ پوست است. این دگرگونی و تنوع در رنگ پوست اسب‌ها میان ۵۰۰۰ تا ۳۰۰۰ سال پیش از میلاد رخ داد.

### نژادهای مختلف

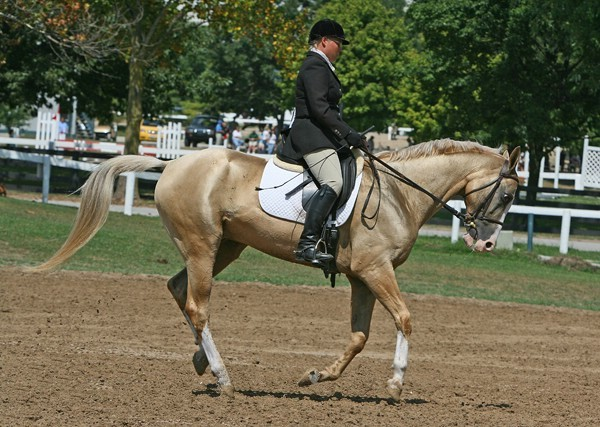
اسب آخال تکه

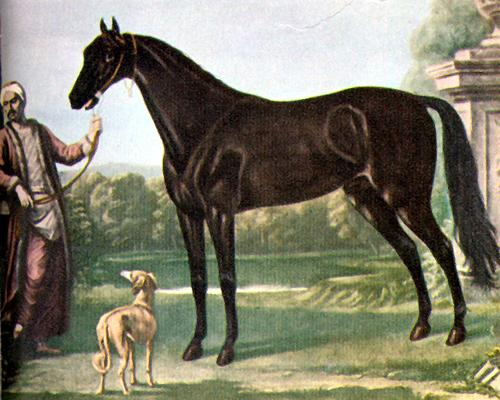
بایرلی ترک. یکی از اجداد نژاد تروبرد

نژادهای گوناگون اسب به دلیل نیاز به دارا بودن ویژگی‌های مشخص در اندامشان، که برای انسان‌ها سودمند بودند، پدید آمدند. از این رو، نژادی خالص‌شده اما قوی‌هیکل همچون اندلوس برای مصارف باربری و سواری - و البته با تمایل به انجام درساژ - شکل گرفت. اسب‌های سنگین‌وزن به دلیل نیاز به انجام کارهای سنگین در کشتزارها و کشیدن گاریهای سنگین پرورش یافتند. دیگر نژادها نیز برای کارهای سبک کشاورزی، سوارکاری و ورزش، یا صرفاً زیبایی و به عنوان جانور خانگی پرورش یافتند. بعضی نژادها حاصل ترکیب نژادهای گوناگون در طی صدها سال هستند ولی نیاکان بعضی دیگر یک نر مولد مشخص یا تعداد محدودی مولد آغازین بوده‌اند. در غرب، این روند انتقال ویژگی‌ها از یک والد به نسل پس از خود در دفترچه‌هایی ویژه به ثبت می‌رسید. از قدیمی‌ترین این دفترچه‌ها می‌توان به دفترچه عمومی پرورشگاه اشاره کرد که دفتری شجره‌نامه‌وار از اسب‌های گوناگون بود که در سال ۱۷۹۱ آغاز به ثبت کرد.
امروزه بیش از ۳۰۰ نژاد گوناگون اسب در جهان وجود دارند.

## اندرکنش با انسان

### پیشینه

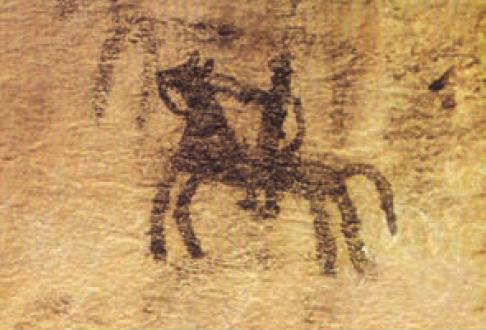
دیوارنگاری غار دوشه، لرستان، حدود هزاره هشتم پیش از میلاد

کاسیان نخستین مردمی بودند که اسب را به کار گرفتند، آن‌ها بودند که برای مردم بین‌النهرین پایین که غیر از الاغ حیوان کاری دیگری نمی‌شناختند، اسب را رام و آماده کردند، چنان بود که مردم بین‌النهرین پایین اسب را " الاغ کوهستانی " می‌خواندند.امروزه در سراسر جهان اسب‌ها در کاربردهای تفریحی، ورزشی و… دیده می‌شوند. سازمان خواربار و کشاورزی ملل متحد برآورد کرده بود که تا سال ۲۰۰۸ نزدیک به ۵۹٬۰۰۰٬۰۰۰ اسب در سراسر جهان زندگی کند که ۳۳٬۵۰۰٬۰۰۰ آن، از آن آمریکا، ۱۳٬۸۰۰٬۰۰۰ از آن آسیا، ۶٬۳۰۰٬۰۰۰ از آن اروپا و درصد کمتر آن‌ها از آن آفریفا و اقیانوسیه باشد. برآورد شده است که ۹٬۵۰۰٬۰۰۰ اسب تنها در ایالات متحدهٔ آمریکا زندگی می‌کند. سازمان‌های آمریکایی دریافته‌اند که فعالیت‌های اقتصادی در ارتباط مستقیم با اسب سرمایه‌ای نزدیک به ۳۹ میلیارد دلار را در این کشور جابجا می‌کند که با افزودن فعالیت‌های در ارتباط غیرمستقیم با اسب این رقم به ۱۰۲ میلیارد دلار می‌رسد. در یک نظر سنجی که در سال ۲۰۰۴ از سوی انیمال پلانت با شرکت ۵۰٬۰۰۰ نفر از ۷۳ کشور برگزار شد، اسب‌ها رتبهٔ چهارمین حیوان دوست داشتنی مردم را از آن خود کردند.

### کاربرد روان‌درمانی
افراد در سن‌های گوناگون با ناتوانی‌های جسمی و روانی پس از همراهی با اسب از نتیجه‌های مثبتی بهره‌مند شده‌اند. سواری پزشکی اسب باعث می‌شود تا افراد از دید روحی و جسمی برانگیخته شوند و به از راه کمک در نگه داشتن تعادل و راستا به زندگی بیماران کمک می‌کند؛ اعتماد به نفس آن‌ها بالا می‌رود و حس خوبی از آزادی و استقلال به آن‌ها دست می‌دهد.

### در جنگ

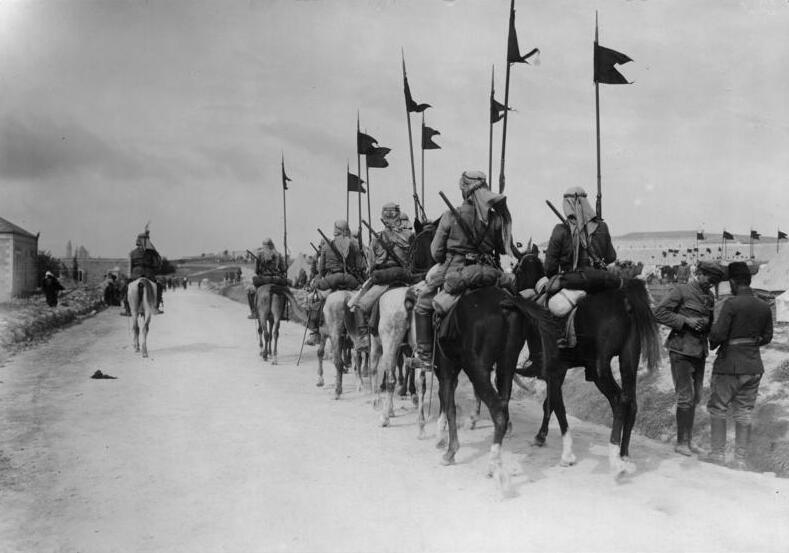
سواران امپراتوری عثمانی در سال ۱۹۱۷ میلادی

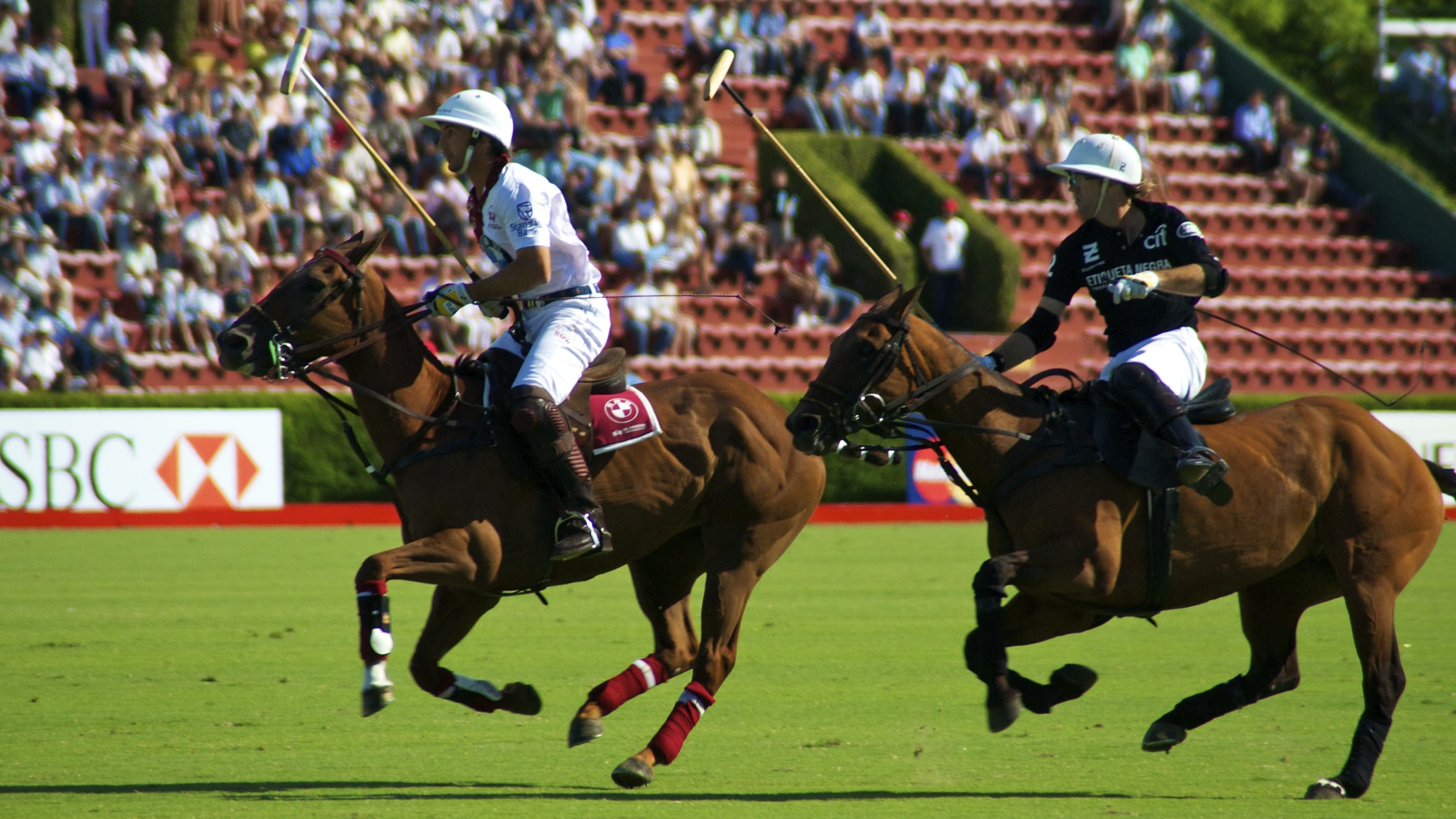
اسب نیز در ورزش‌هایی مانند چوگان استفاده می‌شود.

اسب حیوانی است که بیشترین پیشینهٔ همراهی در جنگ را داشته است. نخستین نشانه‌های همراهی اسب در جنگ به سال‌های ۴۰۰۰ تا ۳۰۰۰ پیش از میلاد بازمی‌گردد. تا اینکه در پایان عصر برنز همراهی اسب در جنگ فراگیر شده است. با گسترش فناوری، ابزارها جایگزین اسب شده‌اند اما همچنان در برخی ارتش‌ها کاربردهای محدودی برای اسب دیده می‌شود. این کاربرد بیشتر برای جشن‌ها یا برای شناسایی و ترابری در منطقه‌هایی با زمین خشن است. در سدهٔ ۲۱ میلادی در نبرد دارفور، نیروی نظامی جنجوید از اسب استفاده کرده‌اند.

### محصولات
مواد خام فراوانی از اسب به‌دست می‌آید که دسته‌ای از آن‌ها از اسب زنده و دسته‌ای دیگر پس از کشتن اسب به‌دست می‌آید.
شیر اسب ماده از محصولاتی است که از اسب زنده به‌دست می‌آید. مردمانی که گله‌های پُرشمار اسب دارند مانند مغول‌ها شیر اسب را می‌دوشند و کومیس می‌گیرند. در دوره‌ای خون اسب هم به عنوان یک منبع غذایی مناسب مورد توجه مغول‌ها و برخی قبیله‌های کوچ‌نشین بود. نوشیدن خون اسب‌های خود به مغول‌ها امکان می‌داد تا برای مدت طولانی بدون توقف برای خوراک، سفر کنند. داروی استروژن کونژوگه دارویی است که استروژن دارد و از ادرار مادیان باردار به‌دست می‌آید. این دارو در گذشته به عنوان جایگزین هورمونی کاربرد داشت. موی دم اسب در ساخت آرشهٔ سازهای زهی مانند ویولن، ویولا، ویولونسل، کنترباس و کمانچه مورد نیاز است.
سالیان دراز گوشت اسب خوراک انسان و درندگان بوده است. امروزه گوشت اسب در بسیاری نقاط جهان خورده می‌شود در حالی که در برخی فرهنگ‌ها، یک پَرهیزه و در برخی جاها یک چالش سیاسی دانسته می‌شود. چرم اسب در ساخت کفش، دستکش، ژاکت، توپ و لباس بیسبال به کار گرفته می‌شود. سُم اسب‌ها هم در ساخت چسب حیوانی و استخوان اسب در ساخت برخی ابزارها به کار می‌آید. به ویژه در آشپزی ایتالیایی درشت‌نی اسب را تیز می‌کنند و آن را spinto می‌نامند و با کمک آن آماده بودن ژامبون (خوک) را بررسی می‌کنند.

### نگهداری
همچنین ببینید: دامپزشکی

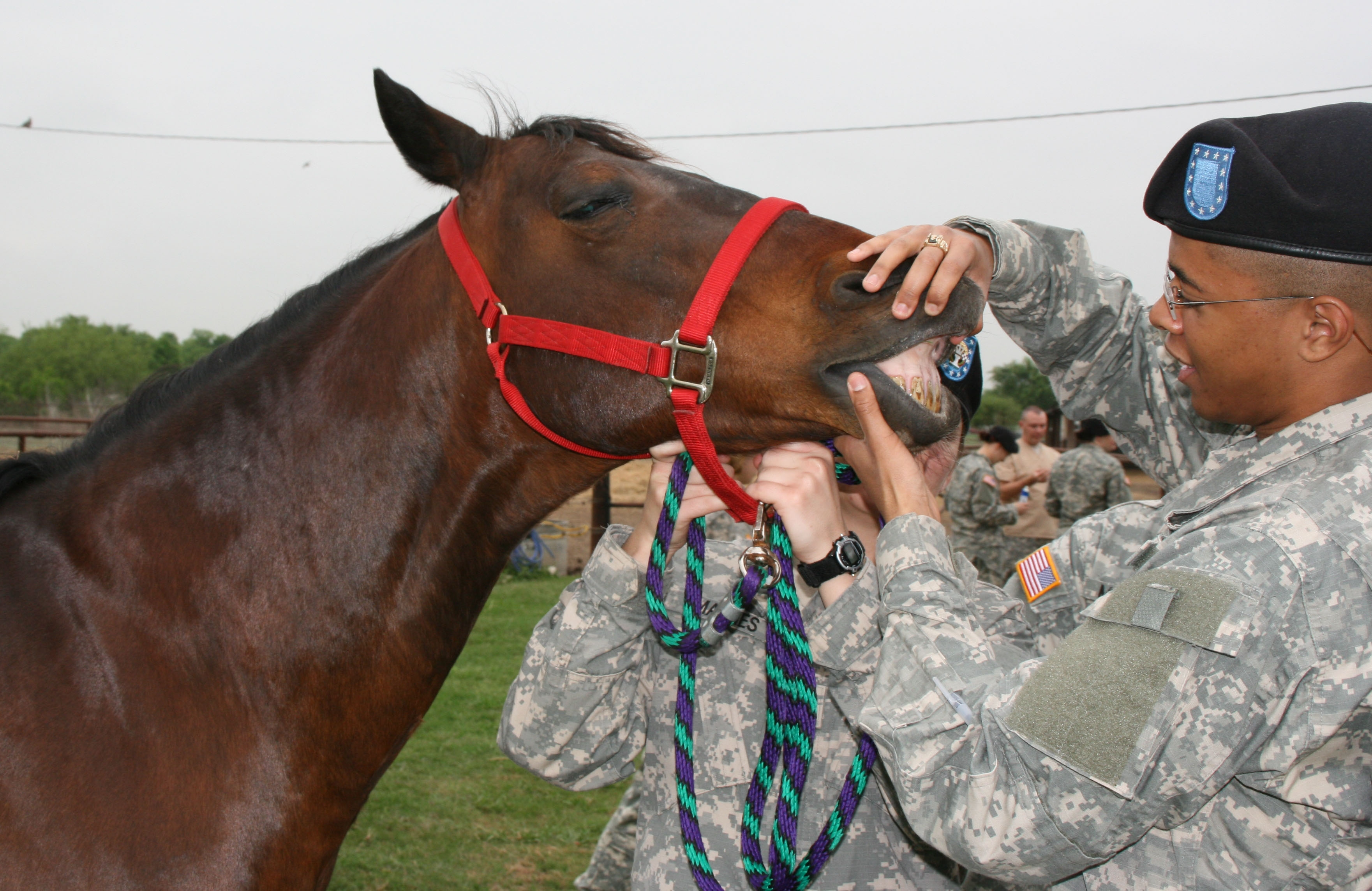
معاینهٔ دندان‌های اسب.

اسب‌ها حیوان‌هایی اند که به چرا می‌روند. خوراک اصلی یک اسب علوفهٔ با کیفیت است که از یونجهٔ خشک یا چراگاه فراهم شده است. یک اسب روزانه ۲ تا ۲٫۵ درصد از وزن بدنش را غذای خشک می‌خورد. در نتیجه یک اسب ۴۵۰ کیلوگرمی بزرگسال روزانه تا ۱۱ کیلوگرم غذا می‌خورد. گاهی به جای علف به آن‌ها دانه‌های غلات که مغذی ترند داده می‌شود به ویژه اگر اسب جنب و جوش زیادی داشته باشد. هنگامی که به اسب غلات داده می‌شود هم باید همچنان ۵۰ درصد یا بیشتر از خوراک روزانه اش علف باشد.
اسب‌ها باید به فراوانی آب پاکیزه در اختیار داشته باشند. یک اسب روزانه ۳۸ تا ۴۵ لیتر آب می‌نوشد. با اینکه اسب‌ها می‌توانند به تنهایی بیرون، زندگی کنند با این حال به سرپناهی در برابر باران و باد نیازمندند. این سرپناه می‌تواند یک جای سرپوشیدهٔ معمولی تا یک اصطبل پیشرفته باشد.
سلامت سُم اسب همواره باید بررسی شود یا نعل آن دیده شود. همچنین زدن واکسن برای پیشگیری از بیماری‌های ویروسی و معاینهٔ دندان‌ها توسط یک دامپزشک یا یک متخصص دندان خانوادهٔ اسبیان، ضروری است. اگر اسب‌ها بیرون برده نمی‌شوند برای سلامت روح و ورزش بدنشان باید تمرین و حرکت روزانه داشته باشند. و اگر بیرون برده می‌شوند باید آن ناحیه دارای امنیت خوبی باشد و نرده‌های محکم در پیرامونش باشد. بُرس کشیدن مرتب بدن اسب، برای رشد بهتر موهای بدنش و سلامت پوستش مناسب است.
تیمار کردن اسب از جمله کارهای ضروری است. معمولاً موقع آب دادن یا زمانی که می‌خواهند زین بر پشت حیوان بگذارند، او را تیمار می‌کنند. در تیمار کردن به‌وسیله مخصوص به نام قَـشُو (شبیه برس‌های امروزی) نیاز است. خاراندن و تمیز کردن تمام بدن اسب و شانه کردن یال و دم اسب هم جزو تیمار محسوب می‌شود.

## زین و برگ
به مجموعه وسایلی که برای سواری از اسب به پشت حیوان می‌گذارند «زین و برگ» می‌گویند که بخش اساسی آن به این شرح است: عرقگیر، زین، افسار، نمد، شال‌پا و سینه‌ریز.
عرقگیر از یک تکه نمد مرغوب به اندازه و شکل زین اسب درست می‌شود که در زیر زین قرار می‌گیرد. زین از چرم اعلا ساخته می‌شود، محکم و با شکل خاصی که سوارکار بتواند به راحتی روی آن بنشیند. در بعضی از زین‌ها مقداری چوب و فلز هم به‌کار می‌رود و گاهی اسکلت اصلی زین فلزی است. هر زین دو رکاب دارد از جنس فلز و دو بند چرمی که حلقه‌های رکاب را به زین وصل می‌کند. «تنگ» زین از چرم است، مثل کمربند از زیر شکم اسب عبور می‌کند و در طرف دیگر زین به حلقه ای گره می‌خورد و محکم می‌شود.
افسار اسب دو نوع است: یکی برای راه رفتن و سواری که سر اسب می‌زنند. این افسار دهنه دارد، و فلزی به شکل خاصی است که در دهان اسب و در محل خالی دندان‌های نیش قرار می‌گیرد و برای مهار و کنترل اسب به افسار دهنه‌دار نیاز است. اسب با این افسار نمی‌تواند چیزی بخورد و بیاشامد. افسار دیگر برای بستن اسب است که موقع استراحت حیوان به سرش می‌زنند. تمام کله‌بند یک افسار از چرم است و اتصالات آن با سگک فلزی به هم ارتباط دارد.
نمد معمولاً به صورت سراسری، از گردن تا انتهای ترک اسب را می‌پوشاند. نمد دارای نقش و رنگ چشم‌نواز با دامنه‌های پر از منگوله‌های زنگی است. نمد را برای خشک کردن اسب ـ وقتی در اسطبل برای استراحت و خوراک است و همچنین جلوگیری از سرما به پشت آن می‌اندازند. برای گردن اسب از یکپارچه منگوله‌دار استفاده می‌کنند.
شال‌پا؛ بافته شده از نخ‌های خامه‌رنگی است که برای زیبا کردن و فریبایی اسب بر پشت آن می‌اندازند.
سینه‌ریز؛ یا سینه‌بند از جنس چرم به شکل مثلث است که یک سر آن به گردن اسب و دو سر دیگر بعد از گذشتن از میان دست‌های اسب به تنگ و کمربند متصل می‌شود و با بسته و محکم شدن تنگ، (کمربند) سینه‌ریز هم در جای خود محکم می‌شود.

## دستگاه ایستایی
دستگاه ایستایی اسب شامل مجموعه‌ای از رباط‌ها، تاندون‌ها و ماهیچه‌ها است که مفاصل اصلی دست و پای اسب را هنگام استراحت و خواب کوتاه قفل می‌کند. دستگاه ایستایی اسب به عنوان مکانیزمی شناخته می‌شود که با آن اسب‌ها می‌توانند در حالی که هنوز ایستاده‌اند وارد خواب سبک شوند. این سامانه در سایر پستانداران بزرگ خشکی نیز وجود دارد. این دستگاه به اسب اجازه می‌دهد تا ماهیچه‌های خود را شل کرده و بدون نگرانی از افتادن چرت بزند. البته اسب‌ها می‌توانند برای استراحت طولانی دراز کشیده نیز بخوابند. دستگاه ایستایی آرایش ماهیچه‌ها، تاندون‌ها و رباط‌هایی است که با هم کار می‌کنند تا حیوان بتواند تقریباً بدون تلاش عضلانی ایستاده بماند. نتیجه این است که یک حیوان می‌تواند وزن خود را بر روی سه اندام توزیع کند در حالی که یک چهارم در وضعیت خمیده و بدون تحمل وزن قرار دارد. حیوان می‌تواند به‌طور دوره ای وزن خود را تغییر دهد تا به پای دیگری استراحت دهد و به این ترتیب همه اندام‌ها می‌توانند به‌طور جداگانه استراحت کنند و ساییدگی و پارگی کلی را کاهش می‌دهد. اگر دستگاه ایستایی نباشد؛ پاهای نسبتاً لاغر برخی از پستانداران بزرگ مانند اسب و گاو در معرض سطوح خطرناکی از خستگی قرار می‌گیرند.